# 中山大学
中山大学，简称中大，是一所中国大陆的综合性研究型大学，位于广东省广州市、珠海市和深圳市，直属于中华人民共和国教育部，由教育部与广东省人民政府共建。
中山大学前身为孙中山于1924年创立的国立广东大学，1926年为纪念孙中山改称国立中山大学。1927年国民政府模仿法国大学区制度，在全国建立四所中央级“中山大学”，该校改称为国立第一中山大学，1928年复名为国立中山大学。1950年，去除“国立”称谓仅称中山大学。1952年全国院系调整中，原中山大学被拆分，众多院系被析出独立建校或并入他校，仅余文理院系与私立岭南大学、华南联合大学等院校的文理院系合并组建新的中山大学，并将校址迁至原岭南大学的校园康乐园。2001年，中山大学与曾经析出的中山医科大学合并，成为现在的中山大学。
中山大学是中华人民共和国顶尖高校之一，現時屬於「美國新聞與世界報道世界百強大學」及「軟科世界百強大學」，是“双一流A类”和原“985工程”、原“211工程”重点建设大学，是現時13所廣東省高水平大學之一，在人文社会科学、医科和理科等学科门类实力雄厚，被誉为“华南第一学府”。中山大学在2024年世界大学学术排名中，位列中国大陆第7名，世界第72名；在2024年QS世界大学排名中，位列中国大陆第18名，世界第331名；在2024年U.S.NEWS世界大学排名中，位列中国大陆第10名，世界第106名。
中山大学现有三个校区、五个校园。其中，广州校区南校园位于广州市海珠区，别名“康乐园”，是中山大学的传统校区；广州校区北校园位于广州市越秀区，是原中山医科大学的校区；广州校区东校园位于广州市番禺区的广州大学城内；珠海校区位于珠海市香洲区唐家湾镇；深圳校区位于深圳市光明区新湖街道。此外，中山大学也拥有规模庞大的医院体系，现有十家直属附属医院和多家非直属附属医院。

## 校史

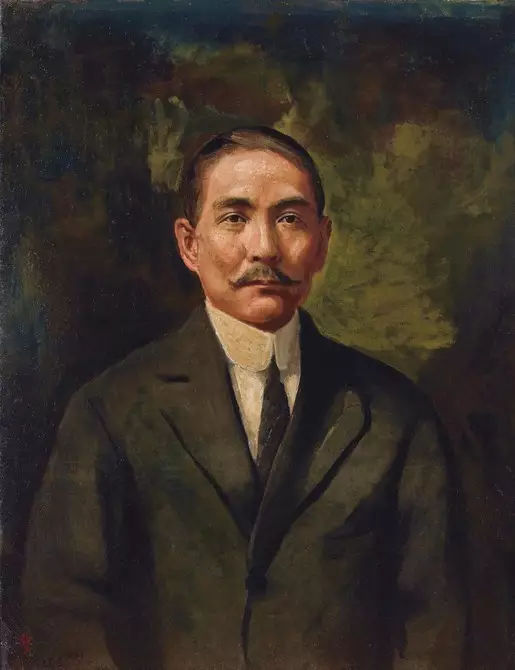
《孫中山像》 1921年 李鐵夫 畫布油畫

中山大学的直接前身，是时任中华民国陆海军大元帅孙中山于1924年（民国13年）在广州创立的国立广东大学，该校由国立广东高等师范学校、广东公立法政大学、广东公立农业专门学校三所学校合并而成。1926年，国立广东大学更名为国立中山大学。1950年，去除“国立”称谓仅称中山大学。
建校之后，中山大学在发展历程中曾多次合并、吸收其他高校或院系，并析出众多院系合并组建了今华南理工大学、华南师范大学、华南农业大学等高校。原国立中山大学，以及1952年并入的私立岭南大学和2001年并入的中山医科大学，是当前中山大学的最主要的源流高校。关于中山大学主体部分以及其源流高校的具体沿革，请参见中山大学校史#沿革。

### 筹备设立
1924年（民國13年）2月6日，孙中山下达大元帥令，任命国立广东高等师范学校校长邹鲁为主任，筹建国立广东大学。邹鲁2月21日到任，即函聘王星拱、傅斯年、邓植仪、何春帆、梁龙、程天固等35人为筹备委员，成立筹备处，封准向广东各机关挪借开办经费。具體籌備委員如表：
| 國立廣東大學籌備處籌備委員（1924年2月21日） | 國立廣東大學籌備處籌備委員（1924年2月21日） | 國立廣東大學籌備處籌備委員（1924年2月21日） | 國立廣東大學籌備處籌備委員（1924年2月21日）                           |
| 政界人士                                    | 政界人士                                    | 政界人士                                    | 政界人士                                                              |
| 姓名                                        | 身份背景                                    | 姓名                                        | 身份背景                                                              |
| ------------------------------------------- | ------------------------------------------- | ------------------------------------------- | --------------------------------------------------------------------- |
| 胡漢民                                      | 中國國民黨中央執行委員會委員                | 伍朝樞                                      | 中華民國陸海軍大元帥大本營外交部部長                                  |
| 汪精衛                                      | 中國國民黨中央執行委員會委員                | 孫科                                        | 中國國民黨中央執行委員會委員 廣州市市長                               |
| 廖仲愷                                      | 中國國民黨中央執行委員會委員 廣東省省長     | 李大釗                                      | 中國國民黨中央執行委員會委員兼北京支部總幹事 中國共產黨中央委員會委員 |
| 程天固                                      | 中國國民黨中央執行委員會候補委員            | 吳敬恒                                      | 中國國民黨中央監察委員會委員                                          |
| 李石曾                                      | 中國國民黨中央監察委員會委員                | 楊庶堪                                      | 中國國民黨中央監察委員會候補委員                                      |
| 易培基                                      | 中華民國陸海軍大元帥大本營顧問              | 黃昌穀                                      | 中華民國陸海軍大元帥大本營會計司長、秘書                              |
| 馬君武                                      | 廣西省原省長                                | 范源濂                                      | 中華民國政府教育總長（未到職）                                        |
| 熊希齡                                      | 原中華民國國務總理                          | 陳樹人                                      | 廣東省政府政務廳廳長                                                  |
| 陳耀祖                                      | 廣東省政府建設廳代廳長                      | 何春帆                                      | 廣東省政府教育廳秘書                                                  |
| 教育界人士                                  |                                             |                                             |                                                                       |
| 姓名                                        | 身份背景                                    | 姓名                                        | 身份背景                                                              |
| 蔣夢麟                                      | 國立北京大學教授兼代校長                    | 胡適                                        | 國立北京大學教授                                                      |
| 顧孟餘                                      | 國立北京大學教授                            | 王星拱                                      | 國立北京大學教授                                                      |
| 王世傑                                      | 國立北京大學教授                            | 周鯁生                                      | 國立北京大學教授                                                      |
| 皮宗石                                      | 國立北京大學教授                            | 郭秉文                                      | 國立東南大學校長                                                      |
| 任鴻雋                                      | 國立東南大學教授                            | 楊杏佛                                      | 國立東南大學教授                                                      |
| 胡敦複                                      | 大同大學校長                                | 梁 龍                                       | 國立北京法政大學校長                                                  |
| 石瑛                                        | 國立武昌師範大學校長                        | 許崇清                                      | 國立廣東高等師範學校教授                                              |
| 徐甘棠                                      | 國立廣東高等師範學校教授                    | 鄧植儀                                      | 廣東公立農業專門學校教授                                              |
| 關恩助                                      | 不詳                                        |                                             |                                                                       |

5月9日，筹备工作完成。6月9日，孙中山以大元帥令任命邹鲁为校长，令「國立廣東高等師範學校」、「廣東公立法政大學」、「廣東公立農業專門學校」合併升格為國立廣東大學。学校于9月19日开始上课，11月11日补行成立典礼，孙中山亲临典礼现场讲话，并题写校训。

### 国立广东大学时期
1924年（民國13年）6月21日，國立廣東大學舉行校長就職暨原學校學生畢業典禮。孫中山委託總參議胡漢民代表大元帥在會上宣讀了國立廣東大學訓詞：“學海汪洋，毓仁作聖，大學畢業，此其發軔。植基既固，建業立名，登峰造極，有志竟成。為社會福，為邦家光，勖哉諸君，努力自強。”時至今日，在中山大學畢業典禮上畢業生也需要恭讀此訓詞。
1924年（民國13年）11月12日，国立广东大学正式成立，以邹鲁为校长。按照当时《国立广东大学规程》，国立广东大学宗旨为：“以灌输及研究高深学理与技术，并因应国情，为图推广其应用为宗旨。”学校设校长1人，并设秘书长1人协助校务，下设图书主任、仪器主任、会计主任、学院院长等。设校务会议，由校长、各分科学长、预科主任以及全校教授互选若干人组成，评议、计划重要校务。国立广东大学成立时，文科学长为杨寿昌，理科学长为郜重魁。不少知名学者被聘来校任教，如文科的郭沫若、郁达夫、郑伯奇、成仿吾等；理科的何衍睿、张云、陈宗南等。
当时国立广东大学分处广州四个地方，惟校本部和文理两学院、图书馆及附属学校在文明路原高师所在地（今广东贡院旧址）。該址同时也是中国国民党第一次全国代表大会会场和孙中山演讲三民主义的场所。

### 国立中山大学时期

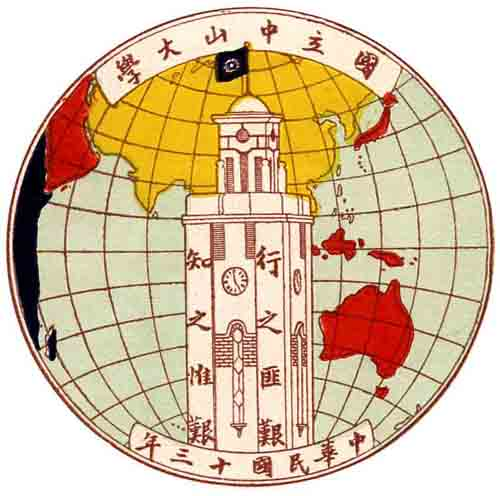
1932年至1949年期间的國立中山大學校徽

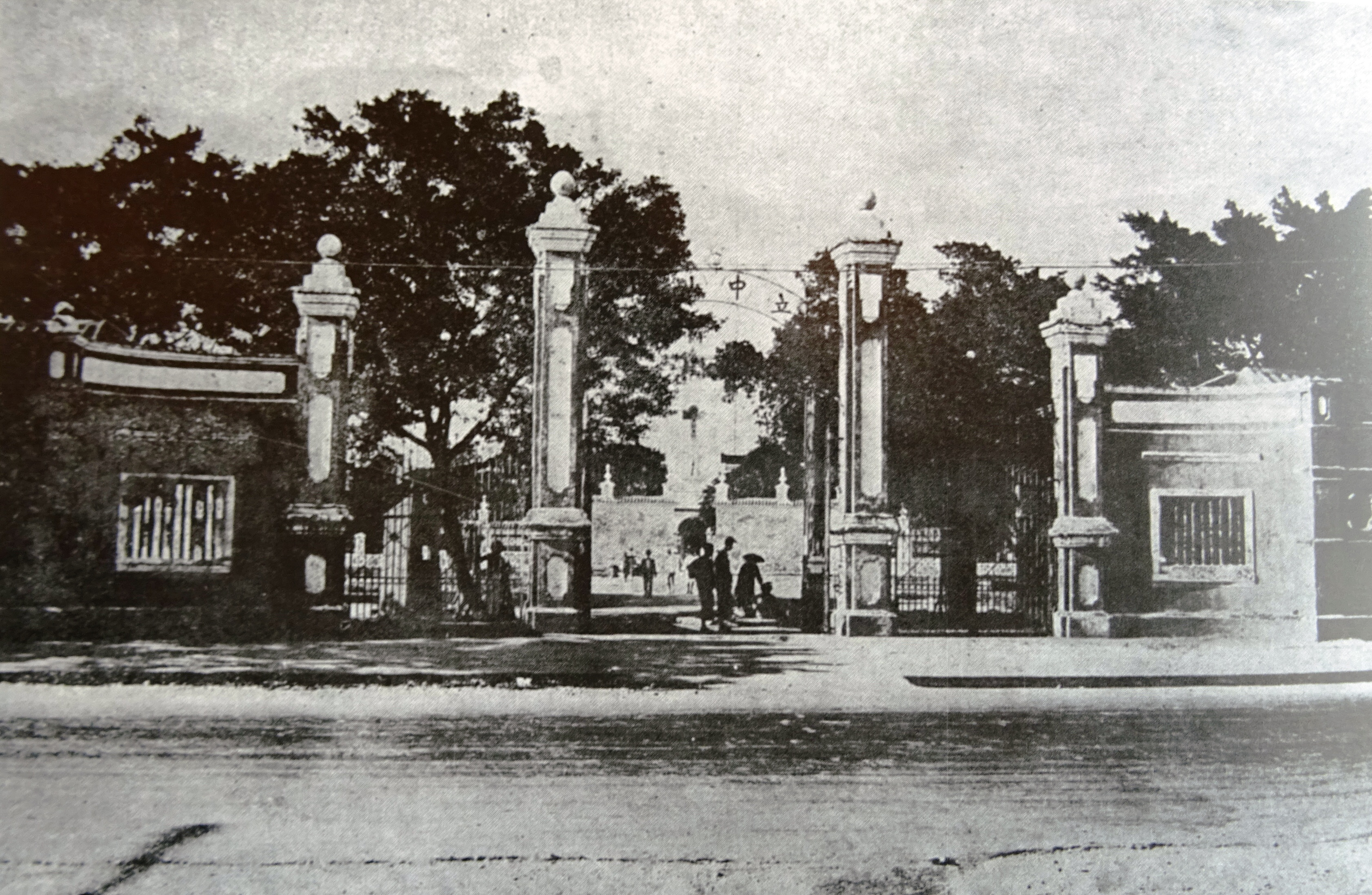
國立中山大學文明路旧址校門，現属于廣東省立中山圖書館

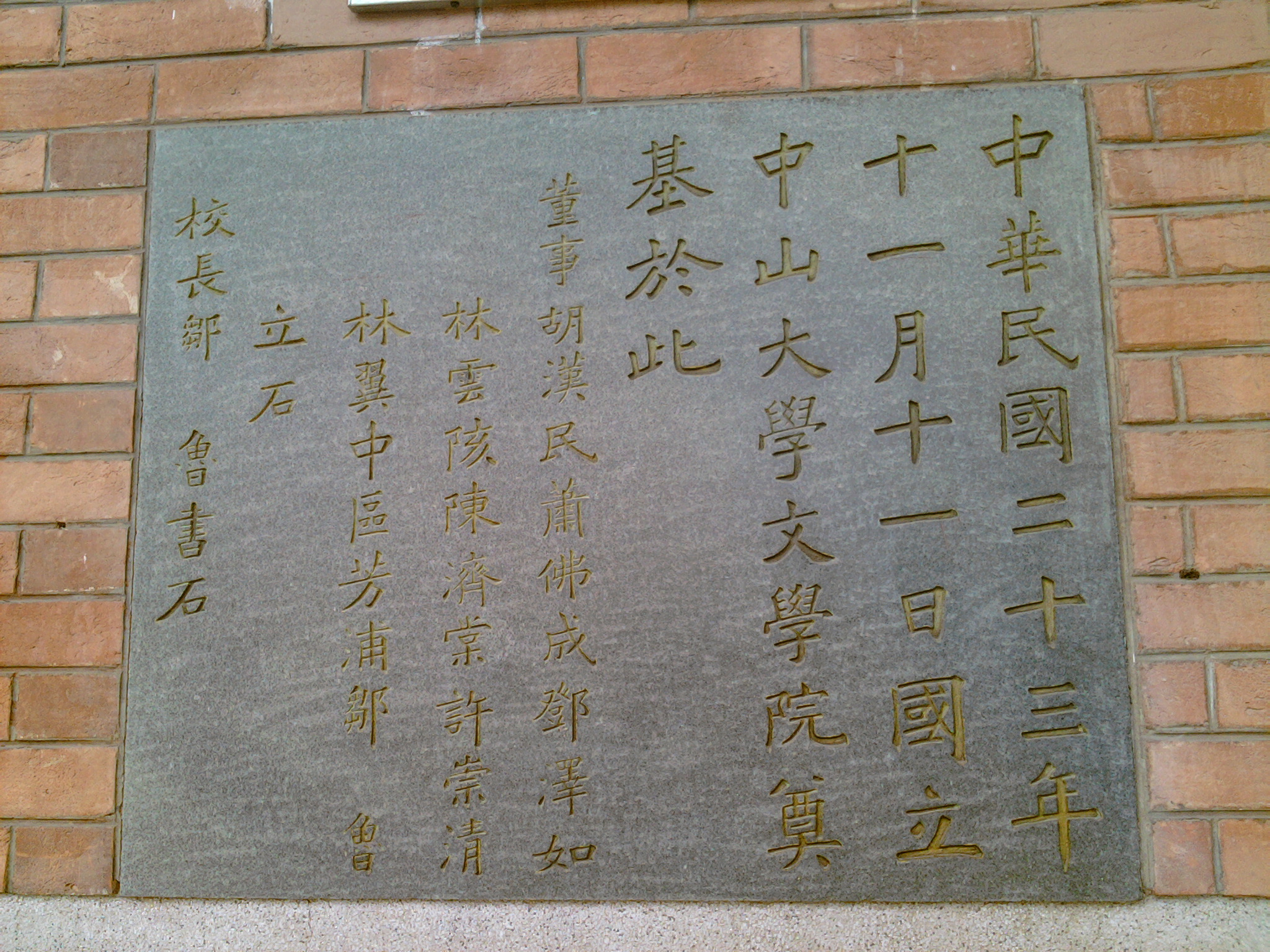
國立中山大學石牌旧址建筑-文學院楼（现华南理工大学5号楼）奠基石，校內幾乎所有石刻碑文都由首任校長鄒魯書寫

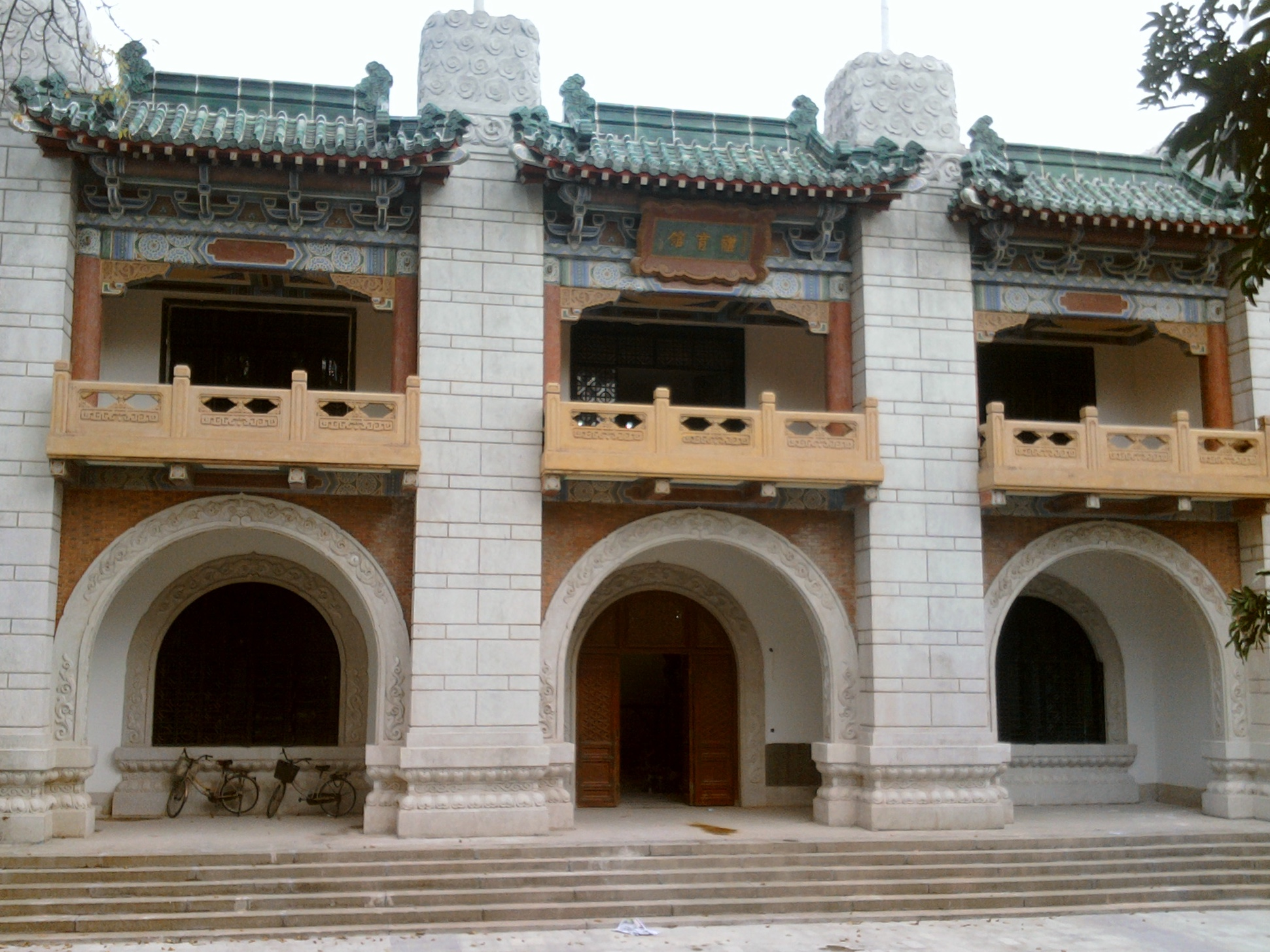
國立中山大學石牌旧址建筑-體育館（现华南理工大学保卫处）

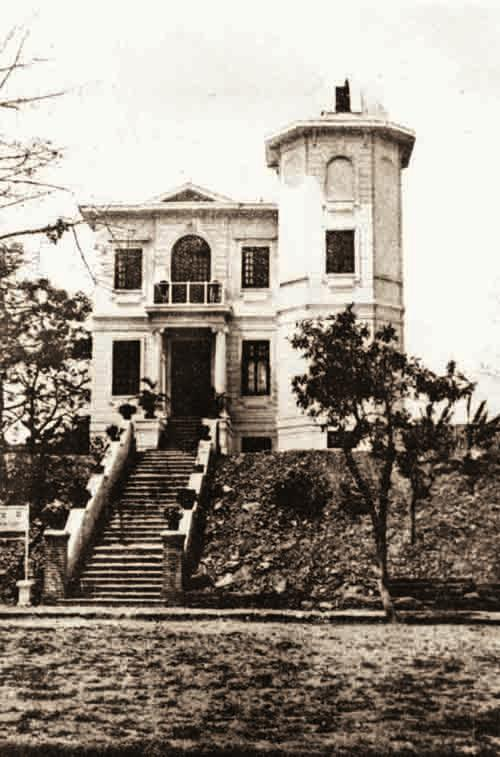
國立中山大學石牌旧址建筑-國立中山大學天文台，是中華民國第二座正式命名的天文台（1929年）

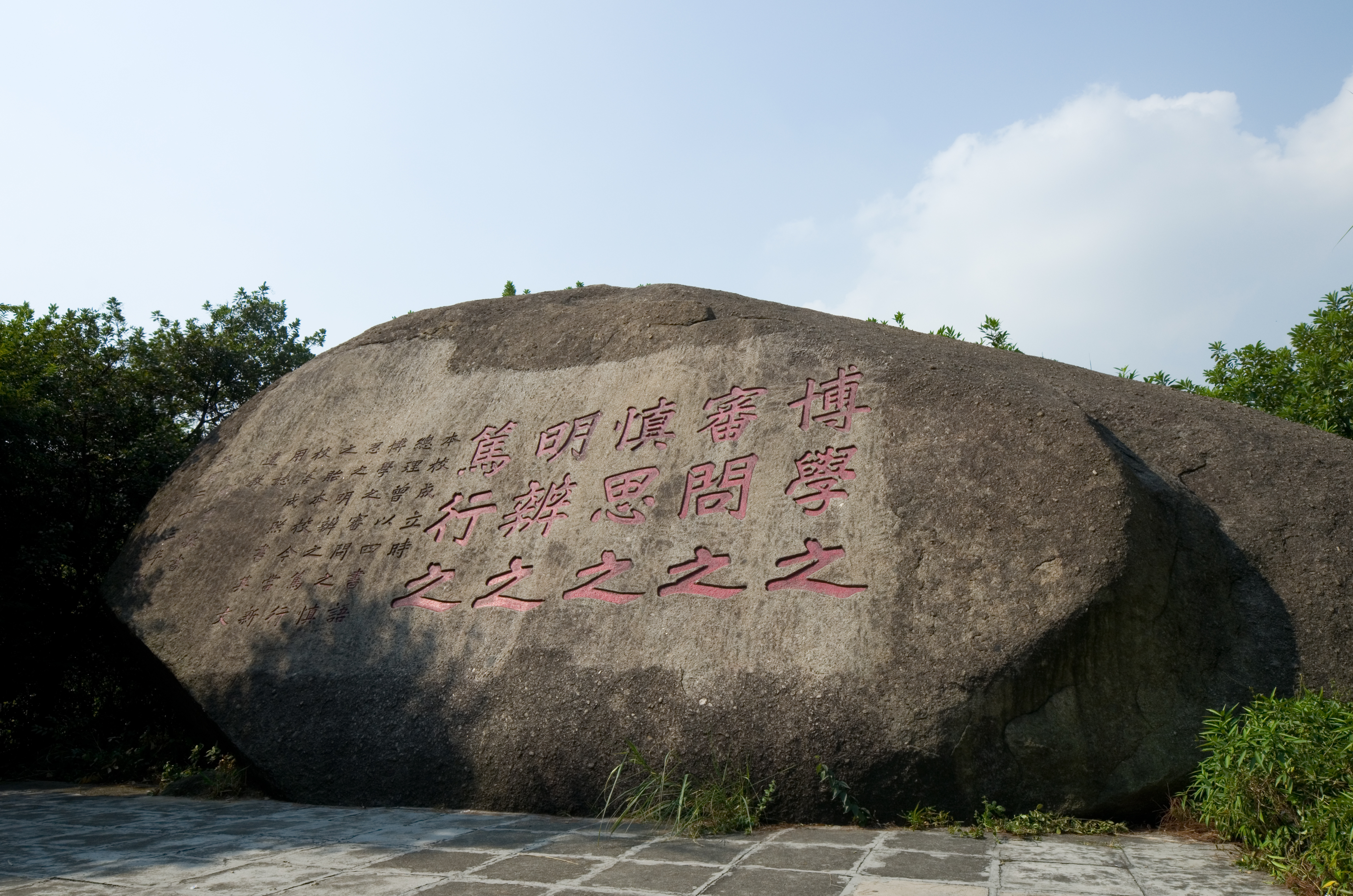
國立中山大學石牌旧址建筑-校训石（位于现华南理工大学主校区五山校区校园）

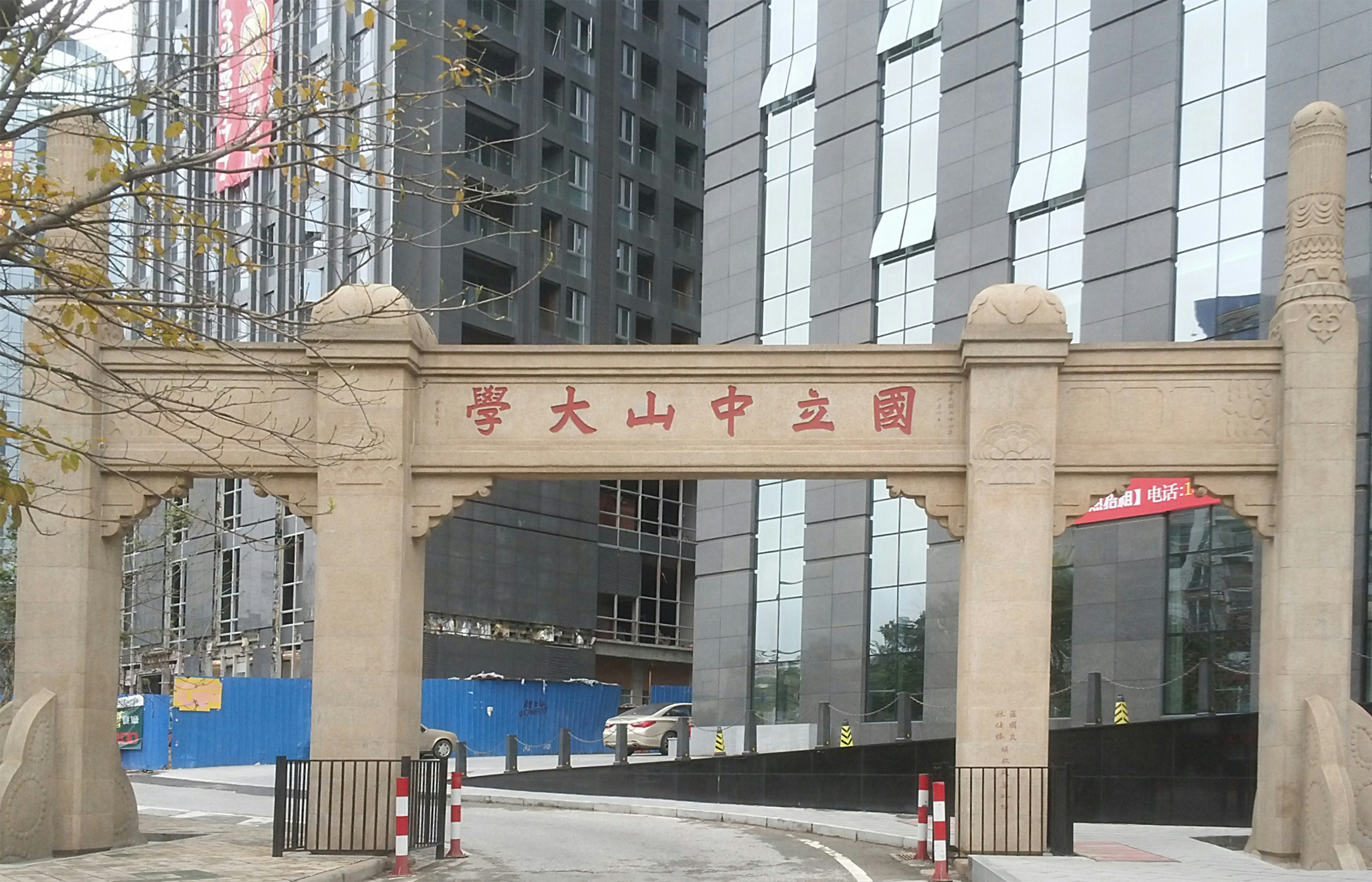
國立中山大學石牌旧址建筑-西门牌坊正面 已修复 还原为曾被涂抹的第一任校长邹鲁手书的「國立中山大學」字样

1925年（民國14年）3月12日，孙中山逝世后，廖仲恺提议将国立广东大学更名为国立中山大学，10月获国民政府批准。同年，廣東公立醫科大學併入，國立廣東大學增设医科。
1926年（民國15年）3月，郭沫若就任文科学长，郁达夫任英国文学系主任。郭沫若到任后对文科开始进行整顿，辞退了15名教授。4月，秘书处开始出版不定期杂志《学艺丛刊》，进行学术文艺讨论、社会改造研究、世界潮流批评、东西方名著介绍等。
1926年（民國15年）7月17日，國立廣東大學正式更名为國立中山大學。同月，「廣東省立工業專門學校」併入，增设为工业部。10月，国立中山大学改组，撤消工业部，交回广东省教育厅办理，重新设校，任丘琛为校长。同年，国立中山大學舉行“廣東臺灣學生聯合會”成立大會，主張打倒日本帝國主義，發動臺灣民族革命。
1927年（民國16年）1月，鲁迅从私立厦门大学被聘至國立中山大学任文学系主任兼教务主任。2月，天文台在理科所在地的一座山岗上建成。3月1日，国立中山大学举行了隆重的开学典礼。8月，更名為「國立第一中山大學」（1928年3月，復名為「國立中山大學」）。原中国文学系改为中国语言文学系，英国文学系改为英国语言文学系，史学、哲学、教育学仍沿用旧式，与前两者合称为国立中山大学文史学科。理科一度改称自然科学科，仍设数理化、生物、地质五系，后数学系改为算学天文系，增加天文课程，筹建天文台，并成立了心理学研究所。
國立廣東大學更名後，戴传贤为国立中山大学首任校长，时逢戴傳賢患病，暂由教育家经亨颐代职。此时，國立中山大学已经成为中華民國国内具有相当规模的综合性大学，各学院建设也力图规范化。學校早期校领导人力图将國立中山大學医科办为德国式，把农科办为美国式，把文科办成北大式。当时实际主持校务工作的為副校长朱家骅，在其主持下力求教育与社会的沟通。
时逢中國北方战事频繁，军阀混战，一批优秀教授纷纷南下。而位於華南的廣州則相對安寧，社會經濟發展迅速，國立中山大学开始出现一个教学与科研的繁荣时期。其中，文史科的加强最为明显，除去原有教授，又相继来了许寿裳、孙伏园、孙福熙、何思敬、江绍原、顾颉刚、罗常培、刘奇峰、俞平伯、赵元任、杨振声等人。傅斯年任哲学系主任兼文史科主任，孙伏园任史学系主任。
与此同时，中大办学规模也大幅扩大。1931年（民国20年），改文、法、理、农、医科为学院。同年3月，重提成立工学院事宜，并定于下半年筹建。先设立土木工程、机械工程、电机工程、化学工程四系，校址暂定于文明路，第二年迁往石牌新校址（今华南理工大学和华南农业大学校址内）。1934年（民国23年）许崇清继任校长后，将工学院的土木、化学两系与理科合并，改称理工学院。1935年（民国24年），设立研究院，开始招收研究生。1937年（民国26年），国立广东法科学院并入國立中山大學法学院；廣東省立勷勤大學工学院并入国立中山大学工学院，增设為建筑工程系。1938年（民國27年），设师范学院，理工学院增设建筑工程系。截止至廣州淪陷之前，國立中山大學设有文、理、法、工、农、医、师等7个学科。
抗战之前也是國立中山大學醫科最兴旺的发展时期，并呈现全盘德国的特点。作为成立初期锐意经营的学科，中大着重引进德国先进医学人才，招生教学、学校管理与医疗活动也均以德语进行。当时，中大培养出一批当时中国一流的医学人才，如杨简、王典羲、叶少芙、罗潜、张梦石、曾宪文等。中山大學的醫學教學與研究在日后享有盛譽，“中山醫”的聲望就是在该时期奠定的。
在廣州尚未淪陷之前，國立中山大学就已經屡遭日本飞机轰炸。1938年（民国27年）10月21日廣州淪陷前夕，國立中山大學倉促西遷。1939年（民国28年）2月下旬，中大师生陆续到达云南澄江。3月1日，国立中山大学在澄江恢复教学。各学院散布在各个村寨，以寺庙、祠堂当教室。1940年（民国29年）10月，学校迁返粤北乐昌县坪石镇，各学院分散在各村办学。1945年（民国34年）1月16日，由于坪石被日军包围，中大紧急迁校樂昌縣。一部分师生由校长金曾澄率领，于梅县设立校本部；另一部分由总务长何春帆率领，在连县三江镇成立國立中山大学连县分教处。日本投降后，中大师生开始陆续从粤北各地返回广州。1946年1月，國立中山大学正式在廣州舊址复校，各学院先后开课。
1949年（民國38年）10月中國人民解放軍發起廣東戰役。13日，中華民國政府自广州緊急疏散至重慶，部分國立中山大學師生員工隨同政府轉移，後輾轉至台灣，成為1980年（民國69年）國立中山大學在台復校的重要推動者。

### 中山大学时期

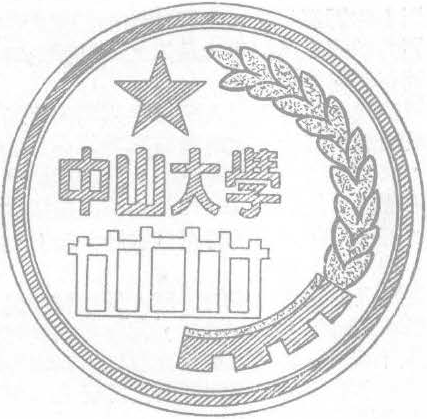
1951年中山大学校徽

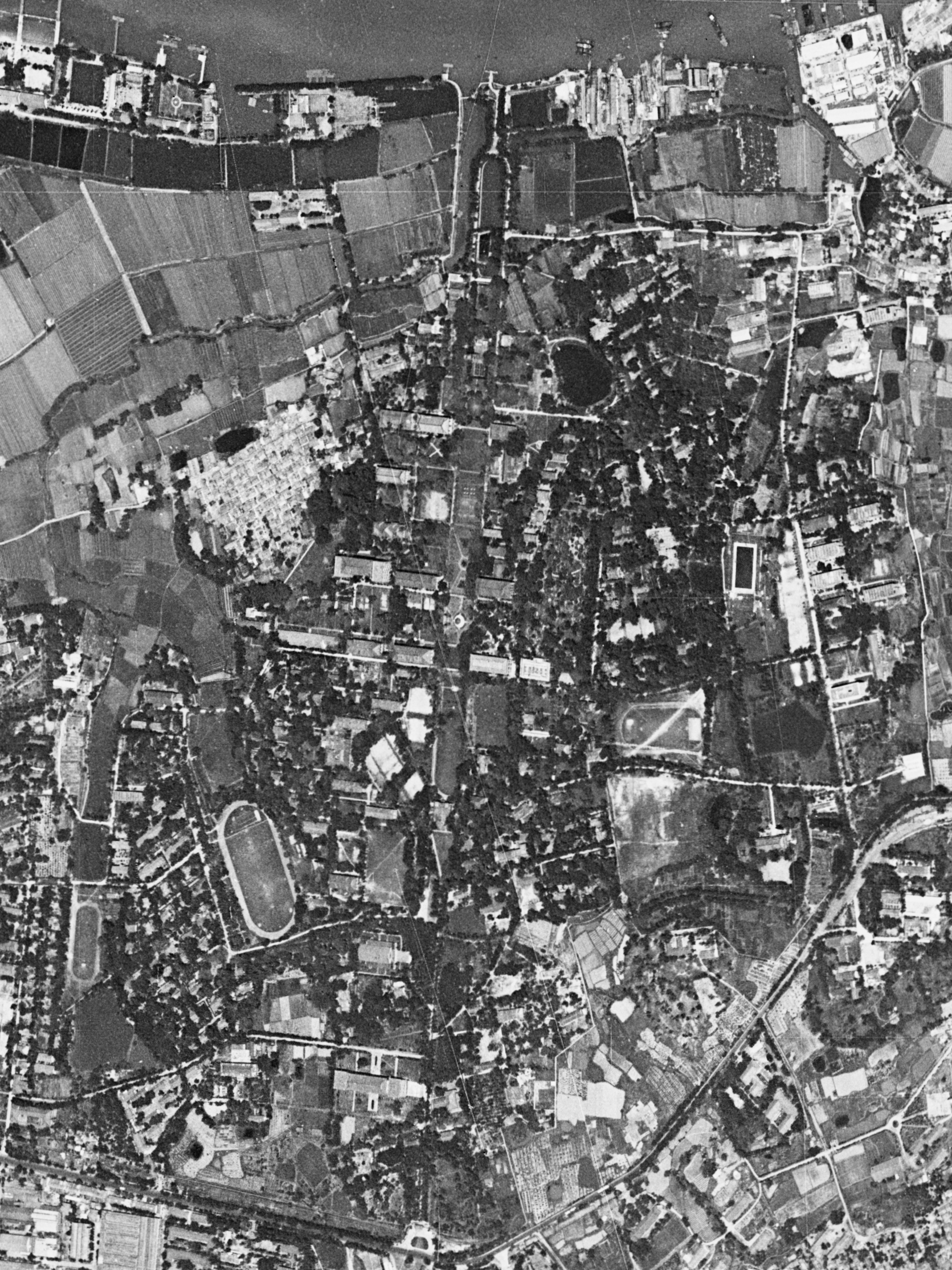
中大康乐园校区卫星图（1966年）

1949年11月2日，中国人民解放军广州市军事管制委员会文教接管委员会正式接管国立中山大学；1950年9月9日，国立中山大学去掉校名中的“国立”二字仅直称为中山大学。
1952年，中国高校院系调整开始。10月，广州区高校调整委员会发文《以对人民负责的态度，做好院系调整工作》，进行全面动员。广东高校院系调整正式启动。
原中山大学的工、农、医、师等学院分别与私立岭南大学、华南联合大学及其他院校相关学科学院合并为四所专门学院。原中山大学、私立岭南大学、华南联合大学的文理学院合并组建为新的中山大学，并将原广东及中南地区部分高校的有关系科调入，由原来的文法理工农医师7学院和1个研究院共31个学系的多科性综合大学拆分重组为只有文理双科的综合大学。学校仅设中国语言文学、外国语言文学、历史学、数学、物理学、化学、生物学、地理学8个系，全面按照苏联模式建立教学体系，以教研室（组）为教师活动的基础。
同时，中山大学校址也由当时广州东北郊的五山镇迁至私立岭南大学原址康乐园（现为中山大学广州校区南校园），私立岭南大学被调入中山大学。原国立中大的工学院和农学院在原校园分别建立了华南工学院（今华南理工大学）和华南农学院（今华南农业大学）。校长仍为许崇清，原岭南大学校长陈序经为副校长。此次调整经历一年多，调整后的中山大学有教职工700多人，其中教授100多人，副教授40多人，讲师近60人；在校本科生1500余人，研究生5人，专修科生40余人；图书馆藏书达200万册。
2000年9月，中山大学珠海校区在珠海市唐家湾建成；2001年10月26日，中山大学与中山医科大学合并，原中山医科大学校址成为中山大学的广州校区北校园；2004年9月，中山大学在广州市番禺区广州大学城的新校园落成，成为该校广州校区东校园。至此，中山大学由单一校园发展为多个校园，传统校区康乐园也因此改名为广州校区南校园。
2005年5月，中山大学与广东东宝集团有限公司共同投资创办独立学院中山大学新华学院，校址在广州市天河区和东莞市麻涌镇；2006年10月，与广东珠江投资股份有限公司共同投资创办独立学院中山大学南方学院，校址在广州市从化区。经教育部批准，中山大学新华学院、中山大学南方学院分别于2020年12月和2021年2月脱离中山大学，转设为广州新华学院和广州南方学院。
从2009年秋季开始，中山大学开始在大一实行一学年三学期的制度。实行三学期制后，将有两个长学期和一个短学期，共三个学期。其中，秋、春两个学期各为十八周，夏季学期为四周半，寒暑假不变；新生军训安排在夏季学期。另外，改革后，每节课的时间将增加5分钟，从40分钟延长到45分钟。因此，实际教学总时间长短不变。自2016学年开始，中山大学取消“三学期”制度，恢复“两学期”制度。
2015年，中山大学进行了大规模的院系调整，在短时间内更名、撤销、恢复、整合近二十个院系，个别学院成立仅半年即撤销；2022年11月，启动学部制改革，同时也是中山大学首次成立学部。
2015年11月3日，中山大学与深圳市人民政府在广州签署协议共同建设中山大学深圳校区。校区选址于广东省深圳市光明区新湖街道圳美附近，公常路以北、广深港客运专线以东的猪公山周边。深圳校区预计将分三期完工：第一期校舍主要容纳医学相关学科，共150.82公顷，预计2019年8月完工；第二期校舍主要容纳其馀非医学学科，预计2021年8月完工招生；而第三期提升工程，将于2024年8月完工。2020年8月24日，深圳校区正式启用。
2020年8月24日，深圳校区启用，首批2000多名学生迁入。
2023年6月，深圳校区一期全面建成。
2024年10月，设立香港高等研究院。2025年7月，在阿勒泰设立中山大学新疆研究院。

## 学术

### 师资
截止至2019年9月，中山大学现有全校专任教师4028人，其中正高级职称1655人、副高职称1643人；研究生导师 5857人（含兼职导师），其中博士生导师2687 人。其中，中国科学院、中国工程院院士（含双聘）20人，海外高层次人才引进计划入选者151人，教育部“长江学者”奖励计划62人，国家自然科学基金杰出青年科学基金获得者77人，国家自然科学基金优秀青年科学基金获得者73人，国家高层次人才特殊支持计划入选者55人，高层次人才数量居国内高校前列。

### 学科
截止至2019年底，中山大学有19个学科领域进入ESI世界前1%，入选学科领域数量仅次于北京大学和清华大学，与上海交通大学、复旦大学、浙江大学并列国内高校第3位。其中有15个学科领域进入前0.5%，2个学科领域进入前0.1%。在第四轮全国学科水平评估中，学校50个学科参评，A类学科数（A+、A、A-）14个。

### 研究
截止至2023年初，中山大学有4个国家重点实验室、1个国家高端智库、1个国家工程研究中心、1个国家工程技术研究中心、1个国家工程实验室、1个临床试验研究中心、1个P3实验室、1个国际联合研究中心、1个高水平公共卫生人才培养基地、7个国家地方联合工程实验室、2个国家地方联合工程研究中心、1个国家国际科技合作基地、1个省部共建协同创新中心，以及6个教育部人文社会科学重点研究基地。运营天琴中心（国家航天局引力波研究中心）、南海研究院（南方海洋科学与工程广东省实验室）、“中山大学”号海洋综合科考实习船、“珠海云”号科考母船、国家超级计算广州中心、精准医学科学中心、中子谱仪等重大科研平台和重大科技基础设施集群。
2018年共获得31亿元科研经费，位列全国高校第六位。2019年度国家社会科学基金项目年度项目立项数位居全国高校第一位，教育部人文社会科学研究一般项目立项数位居全国第二位，国家自然科学基金集中受理期获资助项目数位居全国高校第二位。

### 排名聲譽
在民间，中山大学普遍被认为是广东省以及华南地区综合排名第一的大学（仅考虑本地学校，不计入清华大学深圳国际研究生院、北京大学深圳研究生院、哈尔滨工业大学（深圳）、香港中文大学（深圳）等外地高校在粤校区或合作办学高校），因此有“华南第一学府”之称。

## 校区与建筑

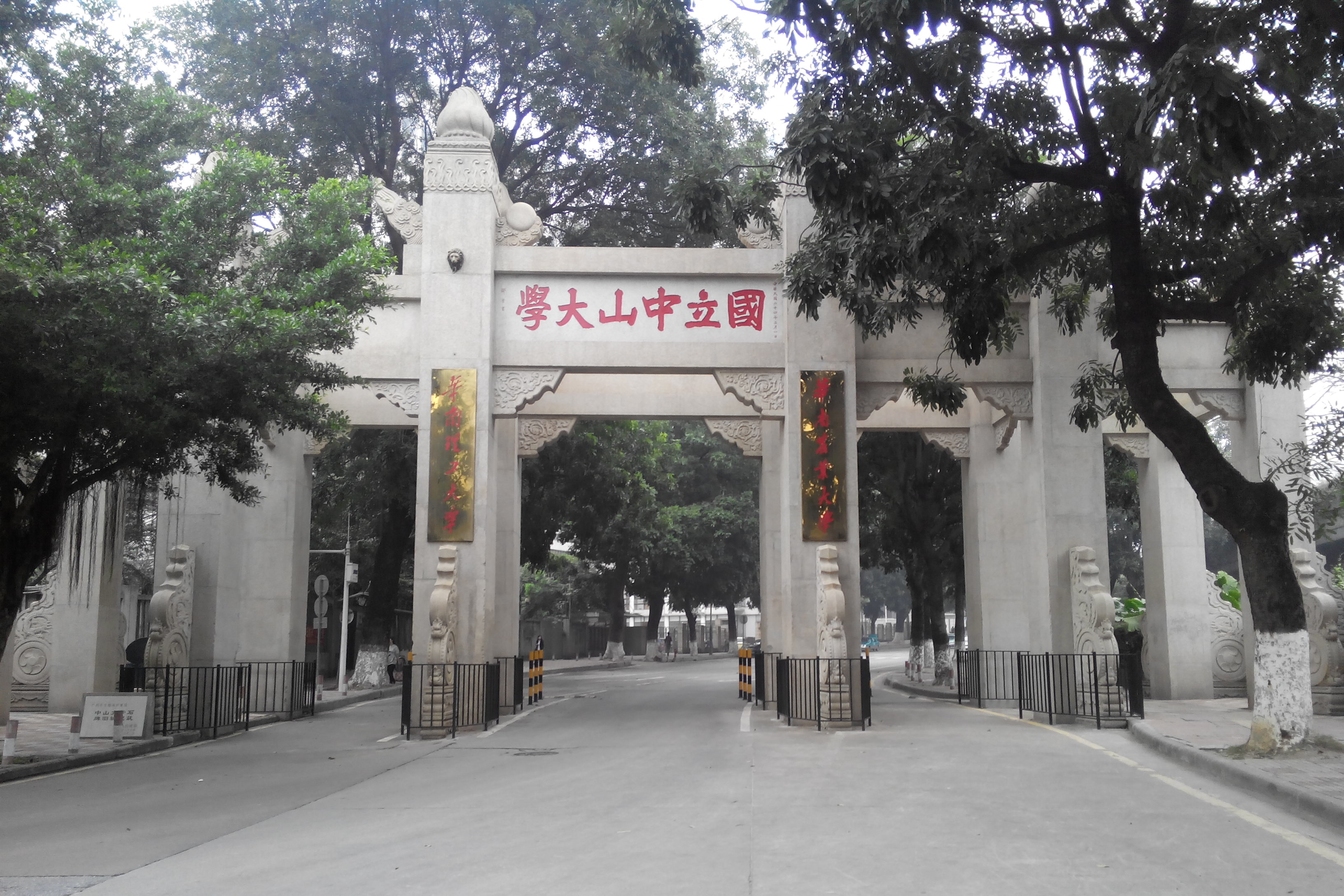
国立中山大学石牌旧址正门牌坊，校名由首任校长邹鲁题写。题字在文革时被水泥覆盖，重写为毛泽东题字的「为人民服务」，直至2014年初才被修复

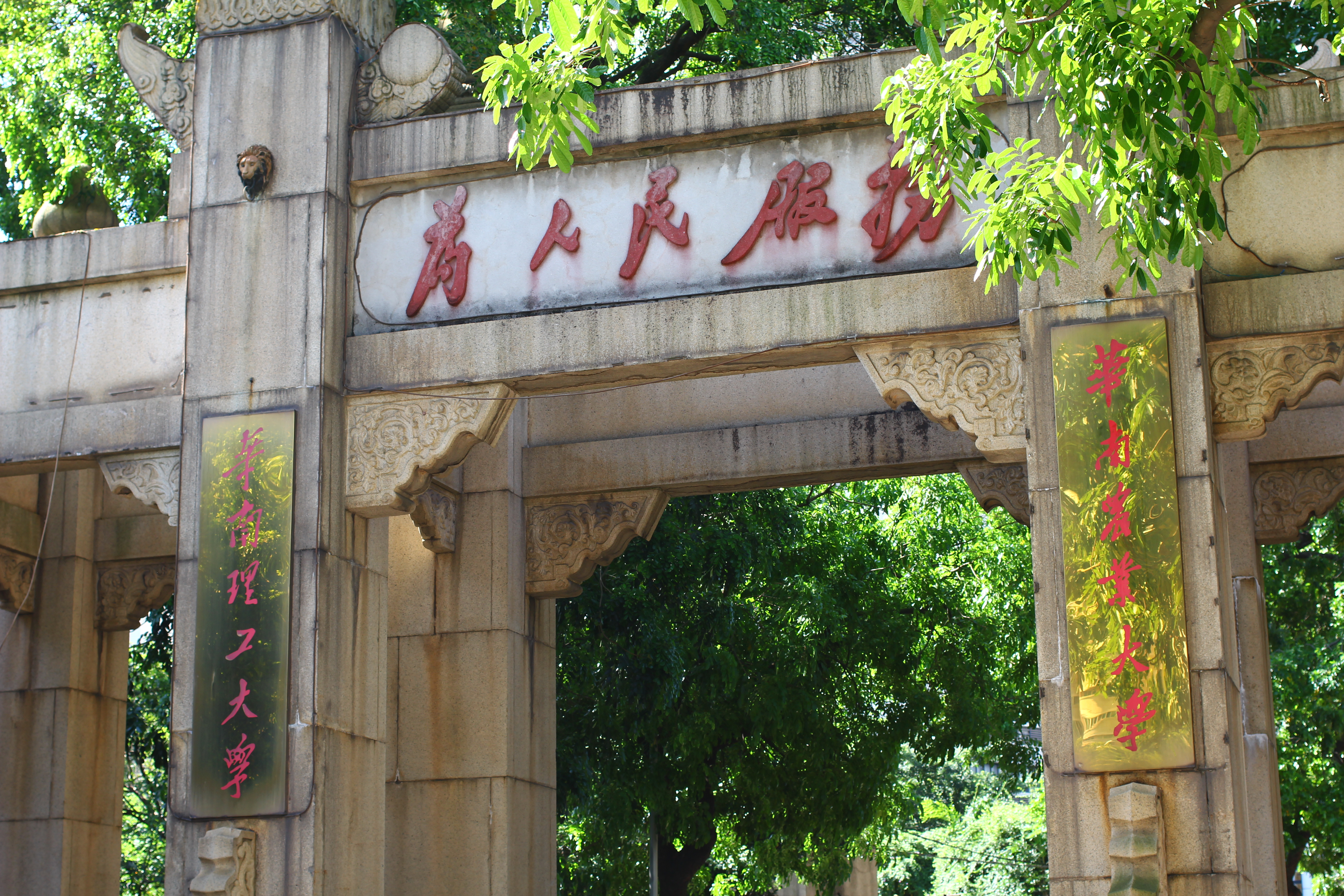
修复前的石牌旧址正门牌坊

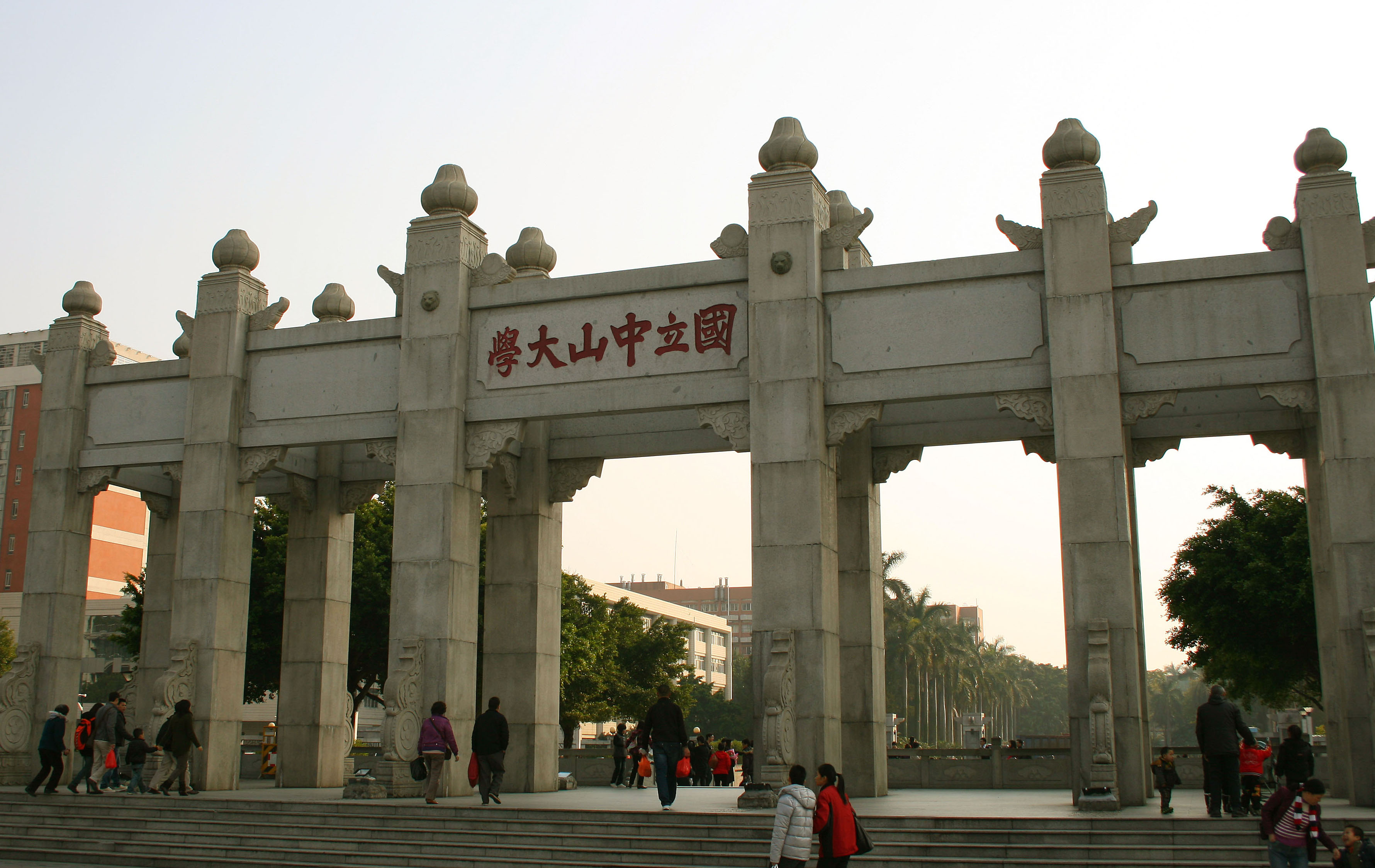
中山大学南校区的北门牌坊，是原国立中大石牌校址正门牌坊的放大複製品

### 校区
目前，中山大学共有三个校区五个校园，总面积9.188平方公里，分布在广东省广州市、珠海市、深圳市。中山大学实施“统筹规划、错位发展、各具特色”的发展战略，根据学科集群将各个院系分布在不同校区（园），各校区（园）均为中山大学组成部分，并非分校或独立校区。

#### 广州校区
广州校区由南校园、北校园和东校园三个校园组成，共有院系32个，主要为中山大学传统优势学科和基础学科。
- 南校园：又称康乐园，为原私立岭南大学校址。位于广州市海珠区新港西路135号，占地1.208平方公里；
- 北校园：原国立中山大学医学院、中山医科大学校址，位于广州市越秀区中山二路74号，占地0.203平方公里。北校园主要为医学相关院系，但是并非中山大学的全部医学院系均在此校园
- 东校园：位于广州市番禺区小谷围岛广州大学城外环东路132号，占地0.989平方公里；

#### 珠海校区
珠海校区位于珠海市唐家湾镇，占地3.571平方公里，由中山大学和珠海市人民政府于1999年9月合作建设，现主要发展中山大学的“深空、深海、深地、核科学”等学科群。中山大学在珠海市还拥有“中大金融中心”一幢，目前尚处于建设中，位于橫琴匯通三路，由中山大學附屬公司發展。

#### 深圳校区
深圳校区位于深圳市光明区，规划占地面积314.3公顷（4714.5亩），一期建设用地144.82公顷（2172.3亩），二期规划用地为基本农田169.48公顷（2542.2亩）；一期建设项目总建筑面积约129万平方米，投资约120亿元。主要发展新工科、医学、工学及农学学科，2019年9月先行啟用醫學相關科系教學設施。2023年6月，中山大学深圳校区一期工程全面建成。

### 建筑

#### 文明路校址
国立中山大学建校之初，位于今广州市文明路。此校址旧时为广东贡院，废除科举之后改建为两广师范学堂，后更名为國立廣東高等師範學校。1924年國立廣東高等師範學校与其他两所高校合并组建国立广东大学之后，该址成为国立广东大学校址。
主要建筑有：
- 大钟楼，是学校主礼堂。1932年至1949年间国立中山大学的校徽和现今中山大学的校徽，中心图案皆为大钟楼。此外，中国国民党第一次全国代表大会也是在大钟楼礼堂所召开。
- 东堂，又稱東講堂，是学校教学楼，抗战期间被日军炸毁。
- 西堂，又称西講堂，為文学院教学楼，是四角帶鑲嵌歐式浮雕的角樓，中間天井為花園。

東西堂合佔地過千方，原帶有內外迴廊，兩層樓高，風格是西方古典主義建築。
在国立中山大学迁往石牌后，文明路校址成为国立中山大学附属中学。中国人民解放军占领广州后，国立中山大学附属中学改为华南师范学院附属中学及小学，东堂的原址被兴建了广东省博物馆，西堂成为中山大学教职员宿舍，在西堂大院长大的孩子被称为“西堂仔”。
1960年代后，原校址北面被划作广东实验学校，西侧为西堂，东边有景堂院、华侨堂（由泰国华侨张成捐建，故又名张成楼），东南面是广东省博物馆，南面正中是大钟楼及绿茵大操场，大院中间有昔日贡院的明远楼（红楼）和中山大学教工宿舍南轩、北轩、中斋、北斋、教园等建筑群。其中北齋是廣州歷史唯一的大型四合院圍屋建築，其餘三是一字形連排屋宇。
1959年，时任中共广东省委第一书记陶铸曾提出继续保留钟楼及门前广场，并以钟楼为中心建成「东博西图」的文化区，即东面为博物馆，西面将西堂及附近的中斋等宿舍改建成广东省立中山图书馆新馆。但由于经济极端困难及随后的文化大革命，此建设计划没有实行。而且，西堂因年久失修成为危楼，在1986年广东省立中山图书馆兴建新馆时被清拆。

#### 石牌校址

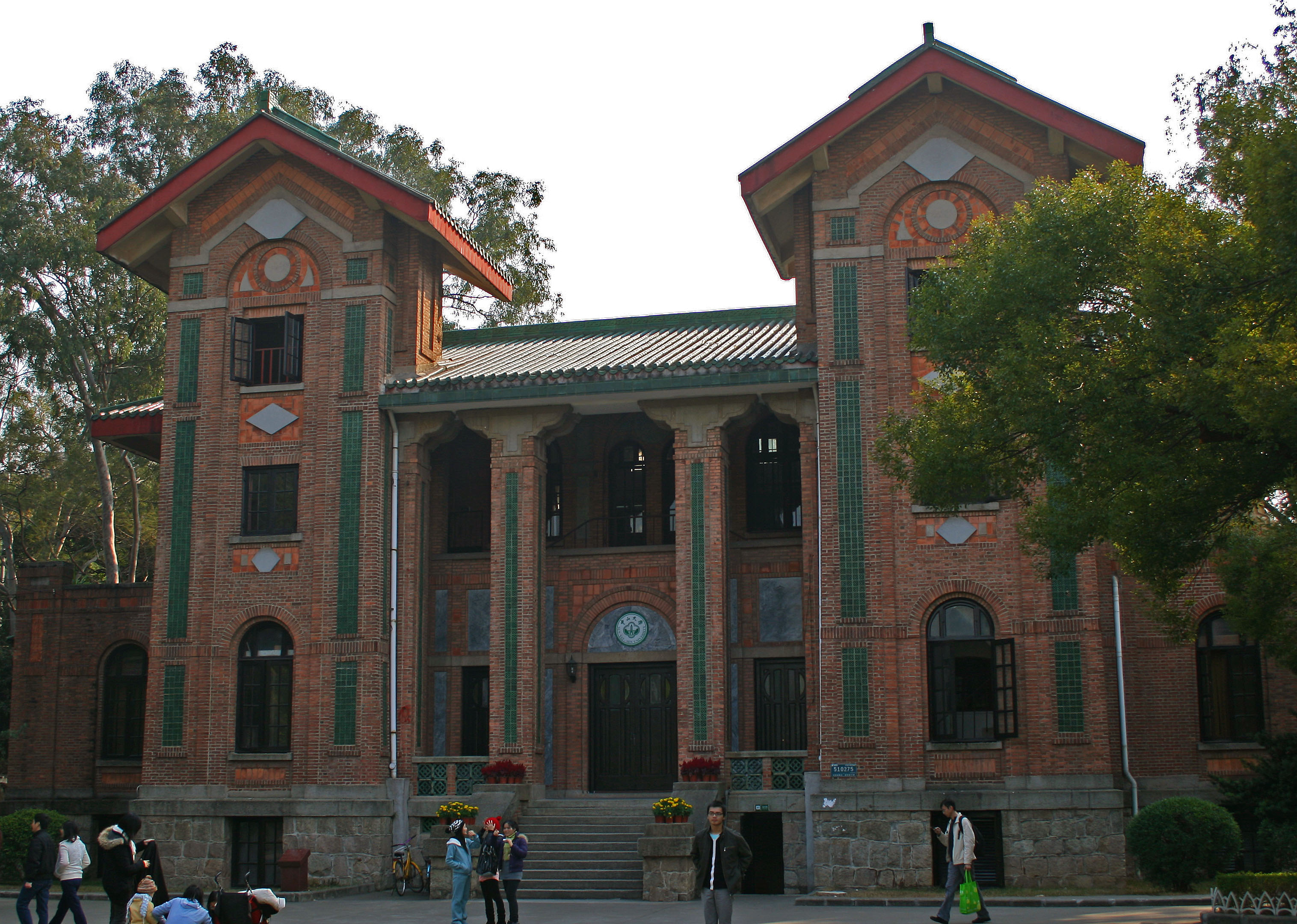
南校区的怀士堂，孙中山曾于1923年12月21日在此发表演讲，提出“立志要做大事，不可要做大官”。当时这里尚为岭南大学。

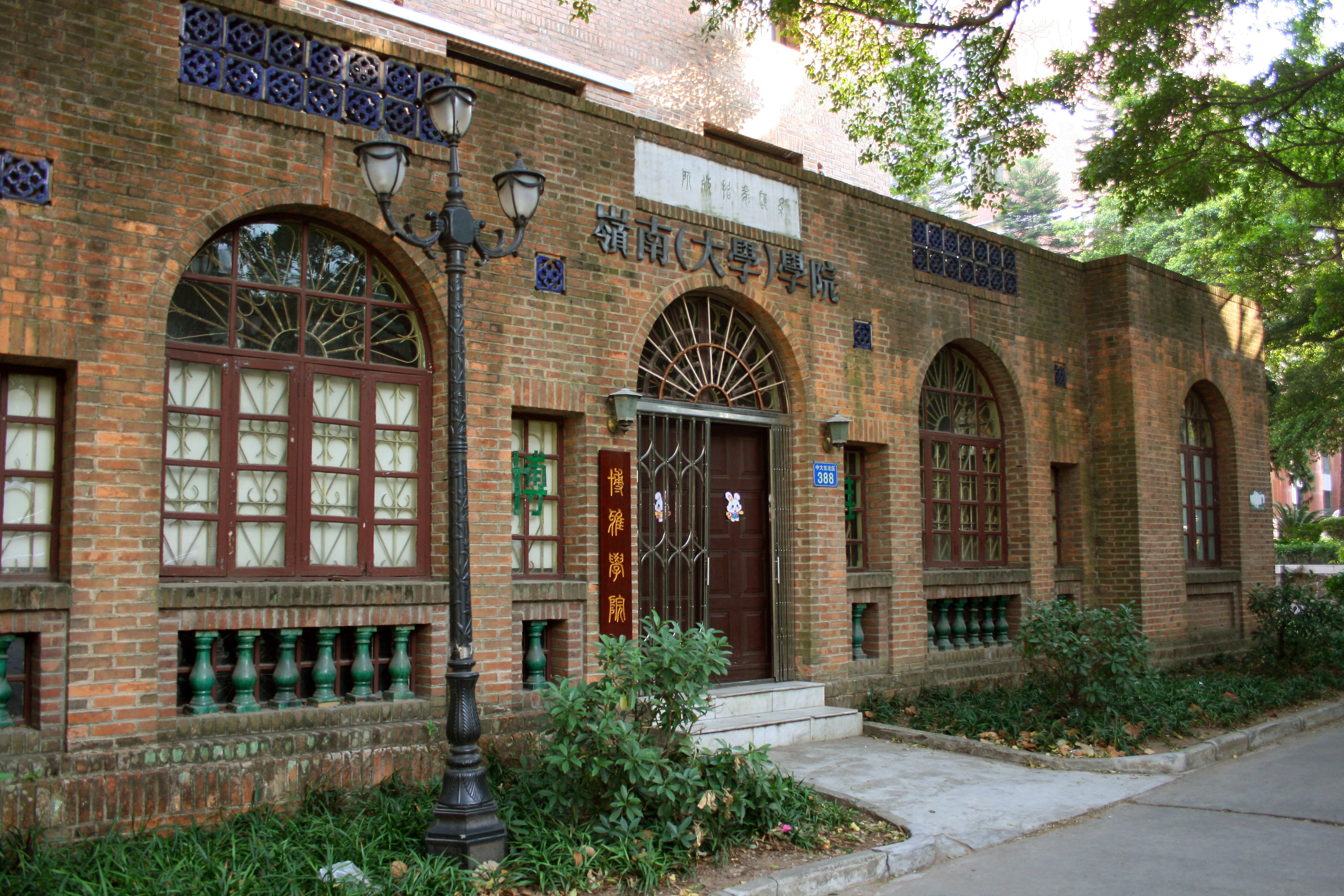
马应彪招待室，现为岭南（大学）学院中的博雅学院

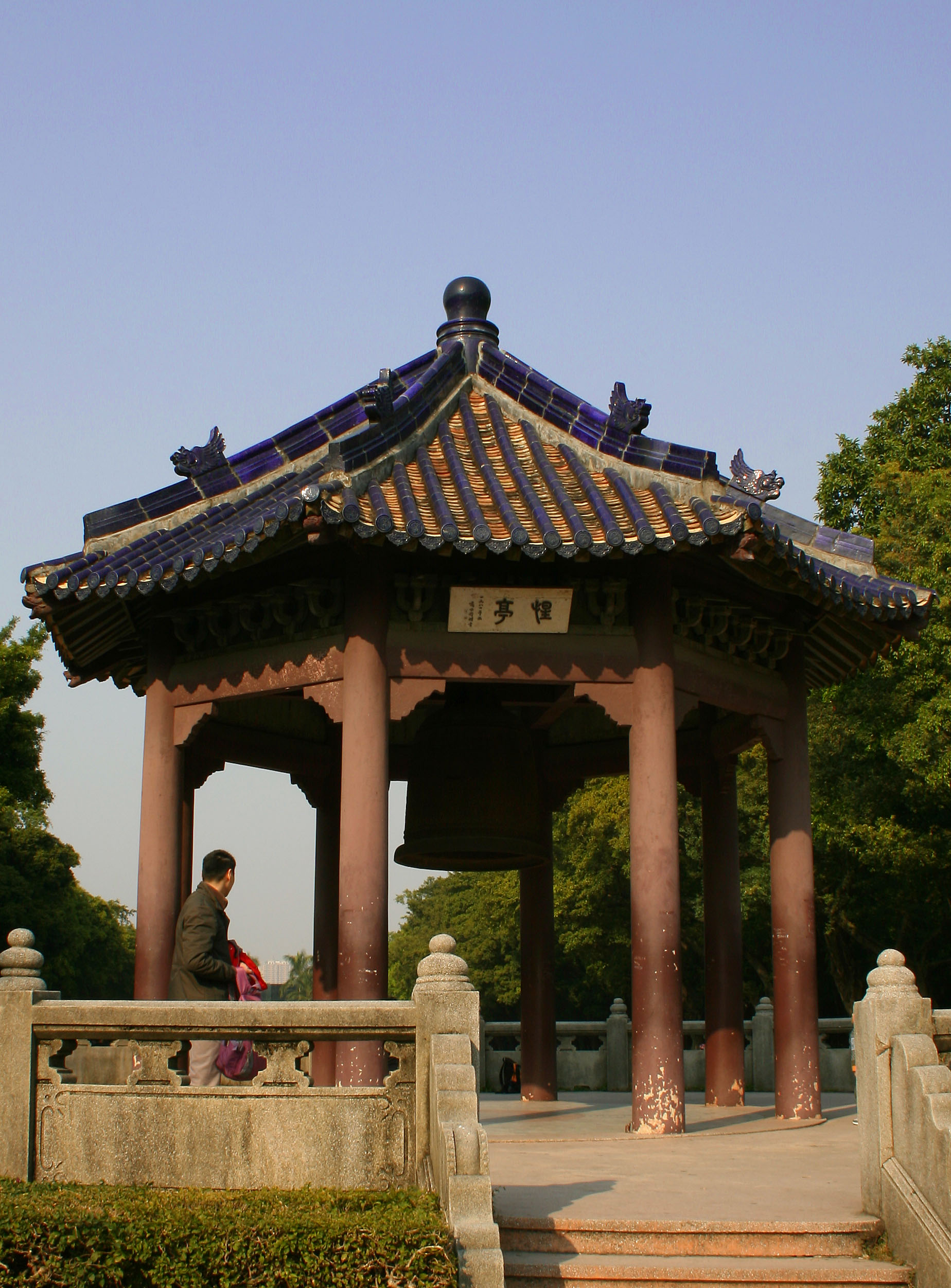
惺亭，为纪念史坚如、区励周、许耀章三位师生而建

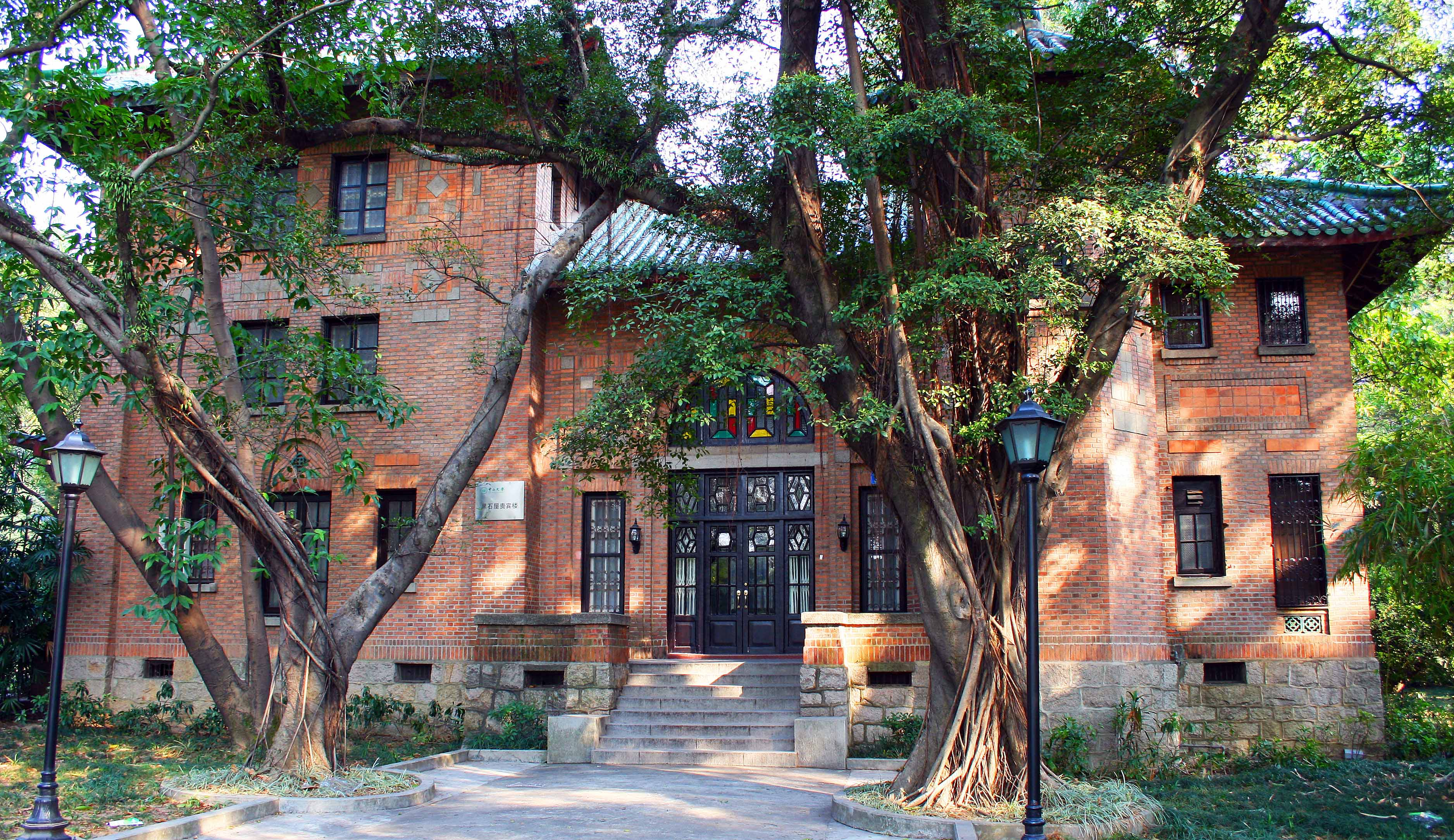
黑石屋，最初是岭南大学校長鐘榮光在校宿舍，现为贵宾接待室

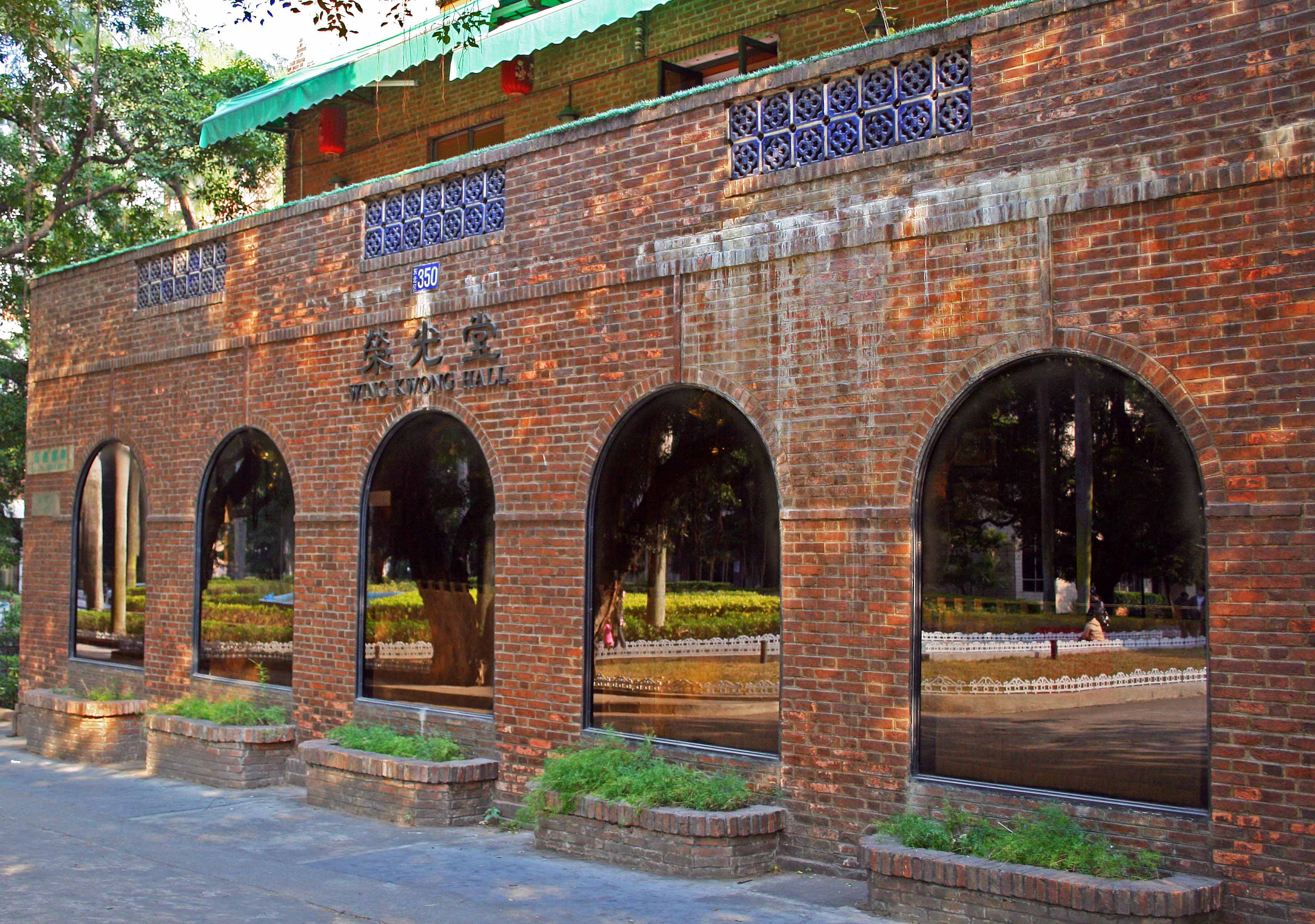
荣光堂，最初是岭南大学学生宿舍，现今是餐厅

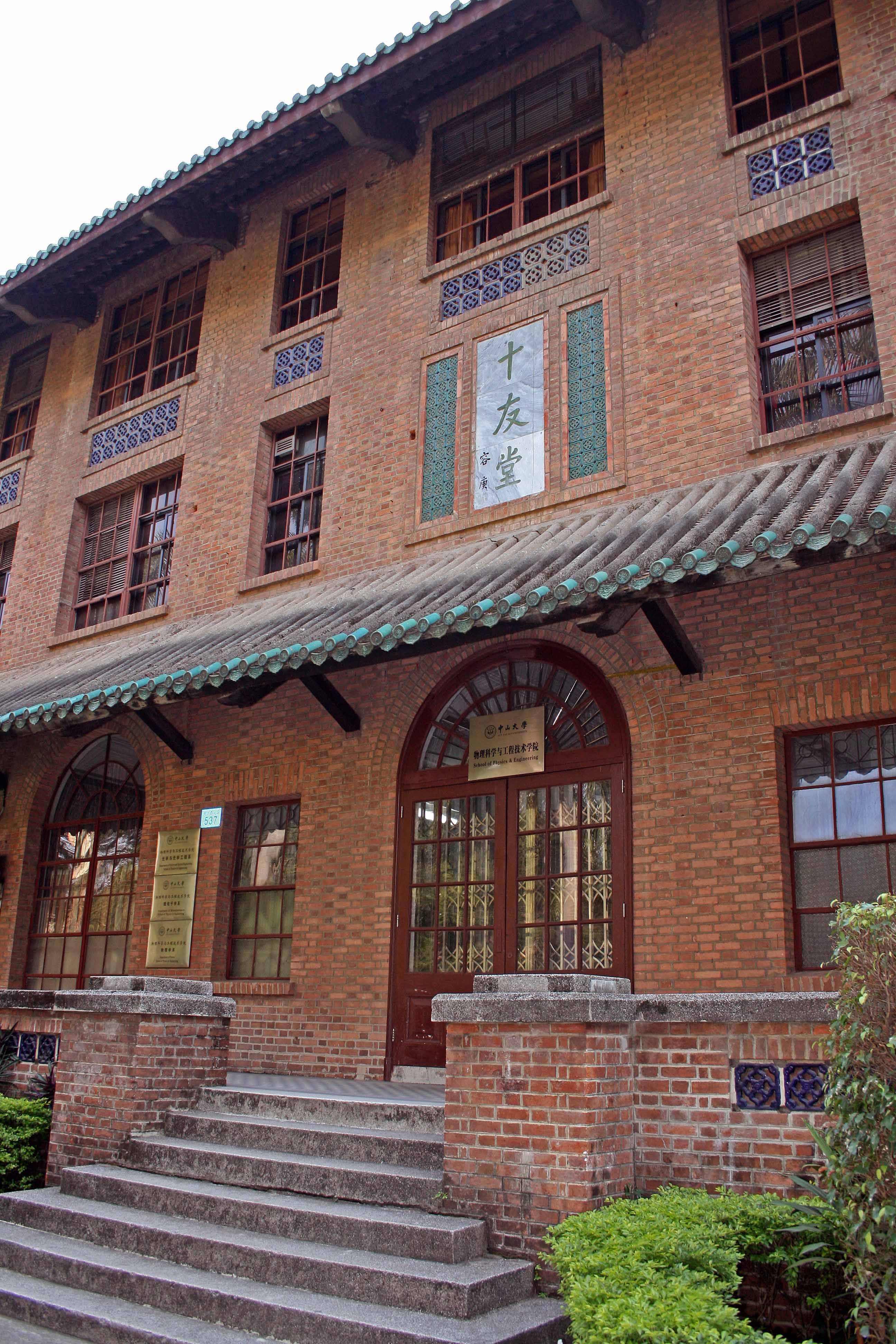
十友堂，现今物理科学与工程技术学院所在地

陳濟棠主粵時依循孫中山遺願，西南政務委員會於1931年確定開展工程，分三期歷時六年完工，利用五山官地和石牌鄉的地皮建築，時與石牌村還有補償協議。石牌校园及其建筑群的规划建设，在中国近代建筑史上有着特殊地位，也是天河地区规模最大、保存最完好的民国时期大型建筑群。共和国后石牌校址被华南理工大学和华南农业大学分割使用，2016年时获广州市规委会通过的华南理工大学五山校区的扩容规划，有计划推动两校合力拆墙，恢复石牌校址整体历史风貌。

##### 校门
粤汉路与广东路交汇处（现五山路广深铁路北）的原国立中大的南校门（正门）现今还保存有原来的校门牌坊，但前门额刻的「国立中山大学」和内门额「格致 诚正 修齐 治平」均在文化大革命时被涂抹，内门额上所有字都被水泥覆盖，前门额由毛泽东手书的「为人民服务」覆盖，2014年初恢复历史原貌。西校门位于当时的长江路及崑崙南路之间，是区国良、林仁椿先生捐资兴建。与南校门一样，西门也内用钢筋三合土（混凝土），外砌花冈白石。高30英尺（9.15米），宽50英尺（15.25米），共分三门。前门额刻校名「国立中山大学」，内门额刻「忠孝 仁爱 信义 和平」等字，2003年5月被列作广州市文物保护单位，但因当局保护不当，任由车辆在中间通过而出现构件损坏。
经媒体多次报导后，西门牌坊在2013年开始修复工程，把在文化大革命期间涂抹在「国立中山大学」（正面）及「忠孝 仁爱 信义 和平」（背面）字体上的英泥移除，并且清洗牌坊上被涂上的「为人民服务」、「伟大的中国...」及「伟大的领袖...」字迹。而正门牌坊也已于2014年1月修复完成。现在中山大学南校区北门广场、东校区和南方学院均建有按五山牌坊仿造的牌坊，是放大版。

#### 康乐园

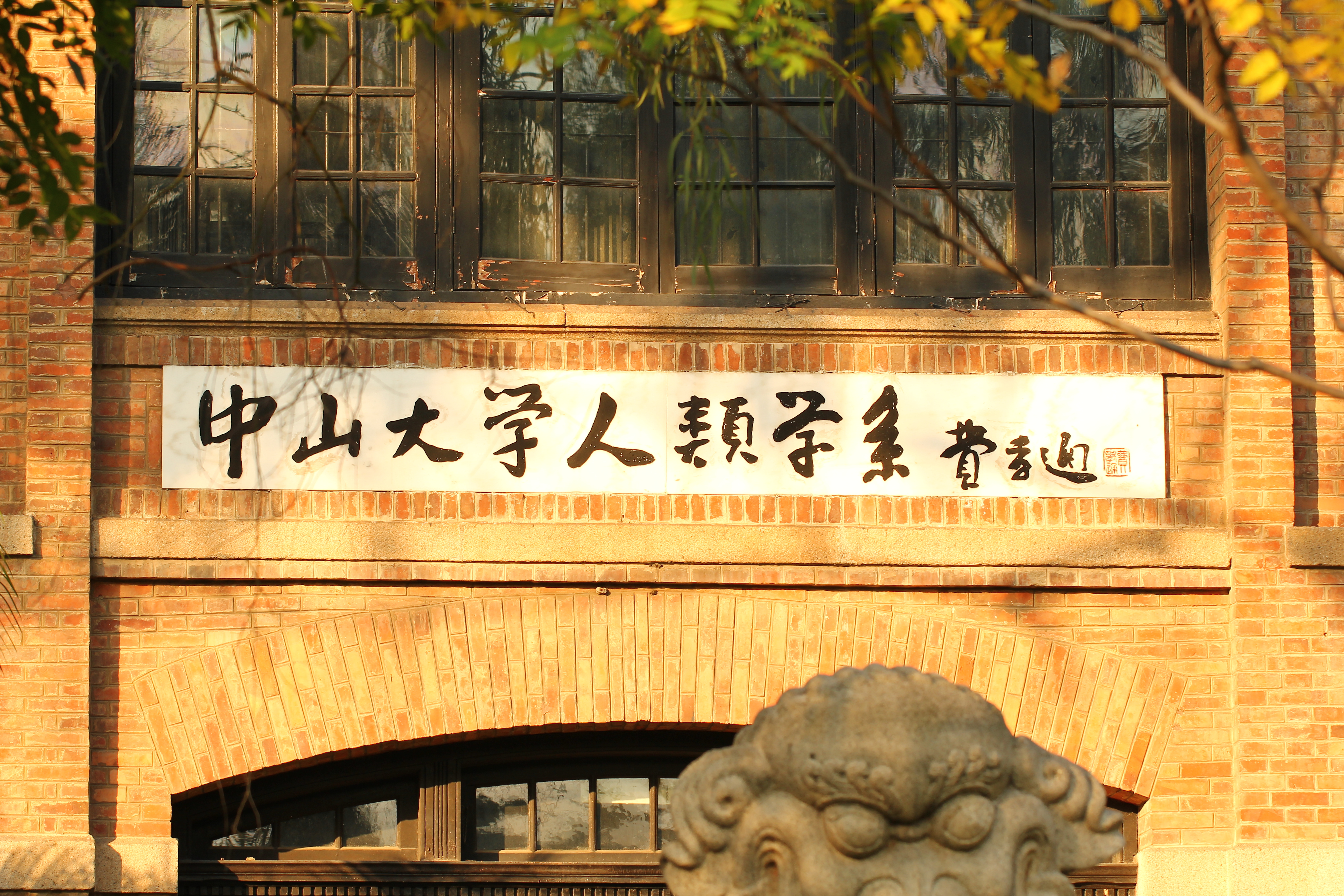
马丁堂的门楣被涂抹。

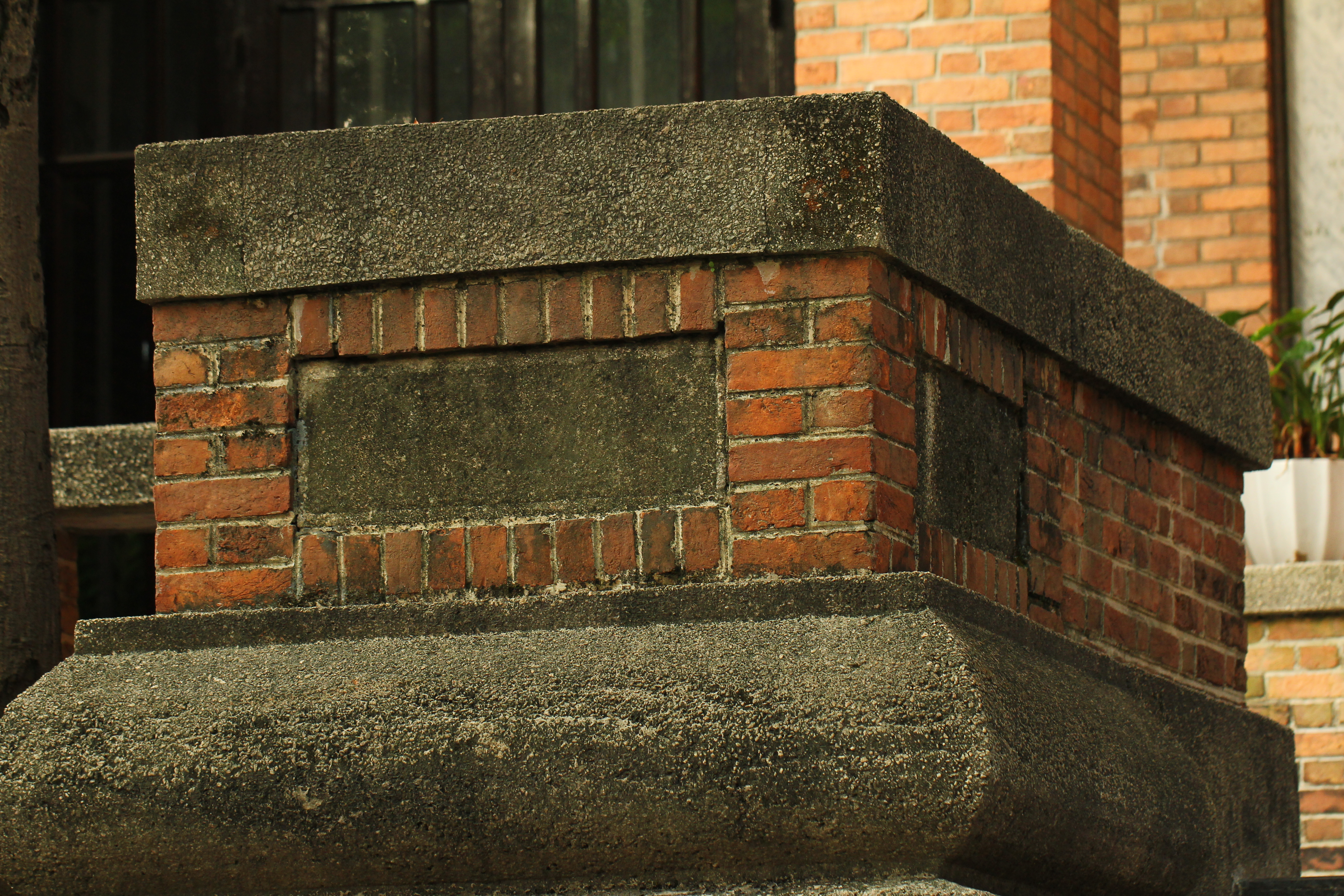
格兰堂门前的灯座底部，原有的英文已被凿去，灯座上半部分也不存。

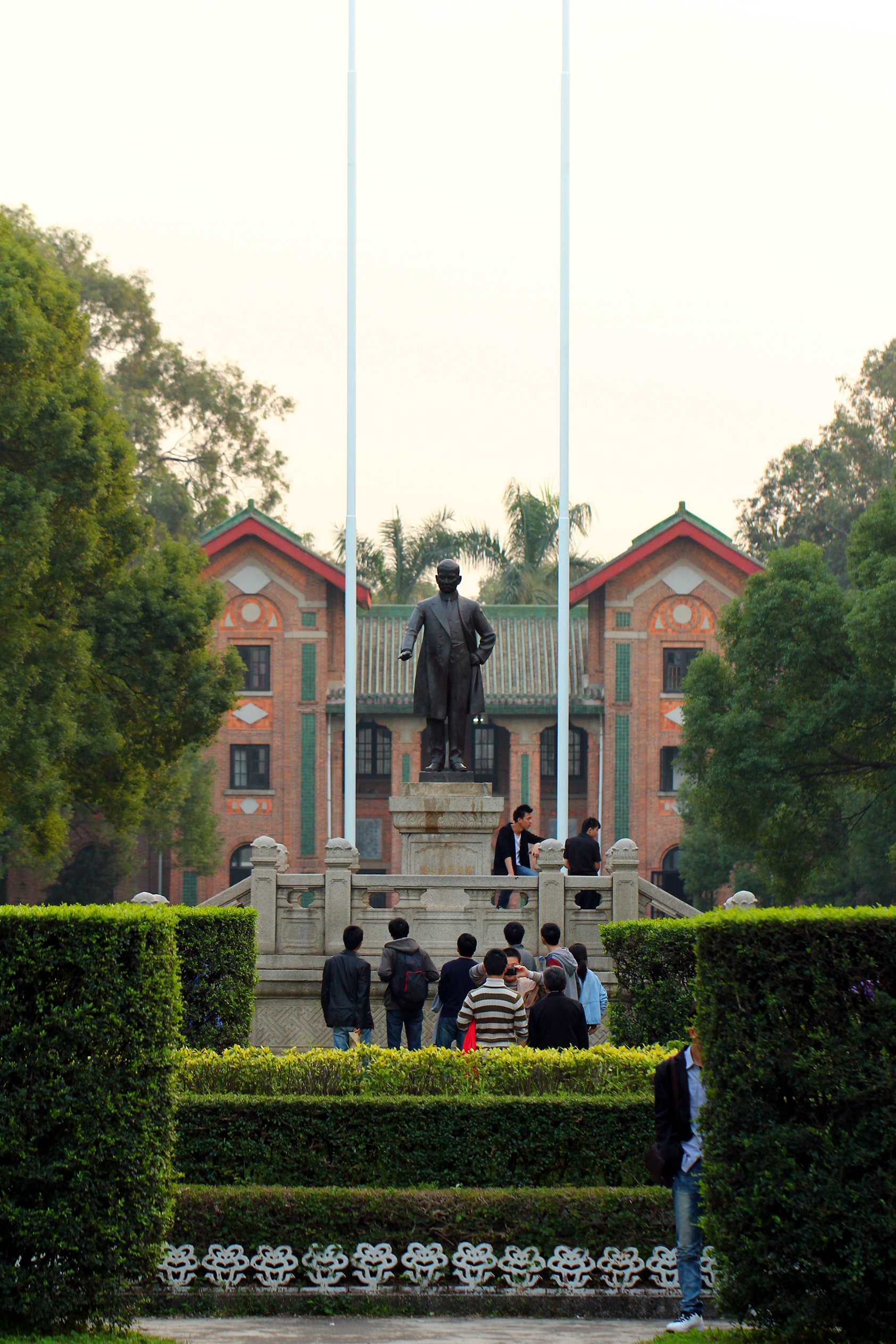
孙中山铜像，其身后的怀士堂外墙，窗户上下之间是菱形图案。

今康乐园校园（广州校区南校园）内有不少建筑是属于西洋古典建筑，其中最著名的应属建于清代的马丁堂。1970年代中期，因堤岸崩塌，由红砖砌就、外批水坭的华表式牌坊随之倒塌。岭南大学的风雨亭也因年久失修，破烂不堪而被清拆。
有关这些建筑物的原来用途、建筑年份及英文名等详细资料，请见岭南大学 (广州)#校园。
主要建筑物如下：
- 怀士堂：小礼堂；
- 马丁堂：人类学大楼；
- 格兰堂：即大钟楼，现学校就业指导中心、本科招生办、校友会、教学评估中心等行政部门办公所在地。而国立中大原大钟楼，位于石牌旧址建筑群；
- 十友堂：物理科学与工程技术学院办公楼；
- 哲生堂：基础物理实验室（原电子系）；
- 陆佑堂：电子系大楼；
- 爪哇堂：力学系楼；
- 荣光堂：现为西餐厅和招待所；新的岭南（大学）学院成立后，校友及学者到访每感时间仓促未能多作停留，董事会决定于1998年发起重修荣光堂，并改建为宾馆与岭南堂配合而成会议配套。建筑在1970年代曾被加建一层；
- 张弼士堂：学校档案馆；
- 黑石屋：招待所，现主要用于学校接待贵宾之用；
- 马应彪招待室：现为岭南（大学）学院中的博雅学院；
- 八角亭：电介质物理实验室；
- 永芳堂：首层是图书馆、阅览室，二楼是办公室，三楼是孙中山纪念馆，四楼是林则徐、黄遵宪展览厅和中大校史展览厅。由香港南源永芳集团公司董事长姚美良先生于1990年捐资1千万元人民币兴建。建筑由对称的外方内圆的双曲面组成，前庭舒展的两翼象徵开放中的国门，直达三楼正厅的室外六十级台阶象徵著国家的发展进步。室外向东台阶两侧置有近代中国十八先贤铜像雕塑群；
- 十八先贤铜像广场：位于永芳堂前，由姚美良捐资100万元兴建，十八先贤两边佈局，以历史顺序为序。两组铜像分别以林则徐和洪秀全为首，以孙中山和黄兴为后；
- 梁銶琚堂‍（The Kau Kui Leung Hall）：由慈善家梁銶琚於1982年捐資興建，1984年竣工。是一座集大中小型會議室和娛樂、文藝匯演舞台為一體的現代化建築。內設一個能容納1900人的大會場和三個多功能的中小型會議室，是召開會議、舉行演出的場所；
- 曾宪梓堂：1990年秋落成，由中大校友曾宪梓先生赠建，共六层，时任广东省省长的叶选平为其题词；
- 熊德龙学生活动中心：于1994年落成，建筑面积6800平方米，是学生课外活动和校园文化建设的主要场地。中心有舞厅、多功能投影厅、桌球室、画室等娱乐和课外活动设施；
- 新图书馆；
- 岭南堂；
- 马文辉堂（生物博物馆），2000年成立。最早的标本採集于1817年；
- 逸夫文化艺术中心（简称逸夫楼）：由香港电视广播有限公司主席，电影公司邵氏兄弟的创办人之一邵逸夫先生捐资修建。共五层，每层课室都备有空调和多媒体，逸夫楼和第一教学楼现已成为南校大部分课程的上课地点。另外，逸夫楼也经常作为学校宣讲活动、四六级英语等级考试等活动的举办场所；
- 陈寅恪故居（原名麻金墨屋）：王季思、杨国荣、容庚、商承祚等教授曾在此居住过。1950年代开始，陈寅恪教授一直居于此楼的二楼；
- 广寒宫：女研究生宿舍。
- 乙丑进士坊：原是中华中路四牌楼的其中一座，原位于格兰堂西侧，在文化大革命时被毁，再于1999年由香港岭南大学校友捐资修复，至今历史已超过370年；
- 惺亭：东对图书馆，西对乙丑进士坊，南迎孙中山雕像，现牌匾是中大教授、著名书法家，古文字学家商承祚先生于1981年所写。现每週三晚是英语爱好者聚集交流的英语角；
- 中山大學墓園：現位於蒲園區北海崗（674號北面），佔地約3畝，原為嶺南大學墓園，現有墳墓274個（包括獨葬及合葬），所葬人士有教授、教士、學生、工人甚至是無名人士，大部分為嶺南大學師生員工。1952年後下葬的有中國經濟史專家梁方仲教授之父；嶺南畫派著名畫家陳樹人的女兒陳美魂；中國文學史專家王起教授夫人徐碧霞、續弦薑海燕；中山大學原副校長夏書章教授兒子夏紀善以及中山大學原副校長胡守為的先人等。墳場內有中式墳穴，也有基督教或天主教墓葬，墓碑或墓身多有十字架標誌，但很多標記均在文革時遭毀壞，但至今仍可見昔日痕跡。1980年代以前，西區還較為荒涼，墓地與家屬區相連，面積較現在稍大。1980年代，西區開始建設，幾十個墓地被遷到新墓園。1508名人士的合葬墓在那時被遷移到現墓園。1992年12月，校方鑒於場地有限，不再收葬骨灰。

在中大占用岭南大学后，校内不少原有建筑的外部立面被校方按照当局的意思进行涂抹，其中包括：
- 马丁堂，北门门楣的“MARTIN HALL”被毀，後被涂抹成費孝通題寫的“中山大学人类学系”。北門楣原標有「EAST HALL」，已同樣被毀。南間立面左下角牆體裡嵌著鑿有「AD1905」字樣的岩石。落成之時有六個壁爐煙囪伸出屋頂，現在亦被拆卸；
- 格兰堂，大门玻璃上的“GH”窗花被拆下，近年装修又再装上，门前两侧的石柱被毁一半，上半部分完全消失，原有“格兰堂”中文三字，现存底座原有“GRANT HALL”英文。门前原有日晷，也已被毁。另外，整栋建筑在1960年代被加建了一层；
- 怀士堂（小礼堂），外侧立面上的多个小十字架图案被换成菱形图案。

至于民国时期的「岭南大学」牌坊，就仍然被堆放在中山大学新图书馆东北角的树丛裡。

#### 孙中山铜像
现在位于广州校区南校园的孙中山铜像是中山先生的日本好友梅屋庄吉所赠。于1931年1月14日运抵天字码头，中大师生到码头将其运至石牌校园的农场暂置。在1933年11月11日国立中大建校9週年时，在石牌举行孙中山铜像揭幕暨新校奠基典礼。
中华人民共和国成立后的1954年春，广州市人民政府把这尊铜像移动到中山纪念堂的广场上。1956年11月12日，孙中山先生诞辰90週年，中山大学建校32週年，铜像又由纪念堂移到中大新校园康乐园内。座基的碑记是：「此铜像为中山先生故友日人梅屋庄吉所赠。1933年冬奉置于我校石牌旧址，1954年广州市人民政府借置于中山纪念堂，1956年11月12日复由我校迎置于此。中山大学校长许崇清谨记。」
文化大革命期间，孙铜像被认为是「封资修」的产物。当时一批来自北京的红卫兵，认为孙是资产阶级的代表人物，极力要推倒其铜像。为保卫铜像，中大学生日夜守护，才令铜像免遭劫难。

## 教研单位

### 学部与院系

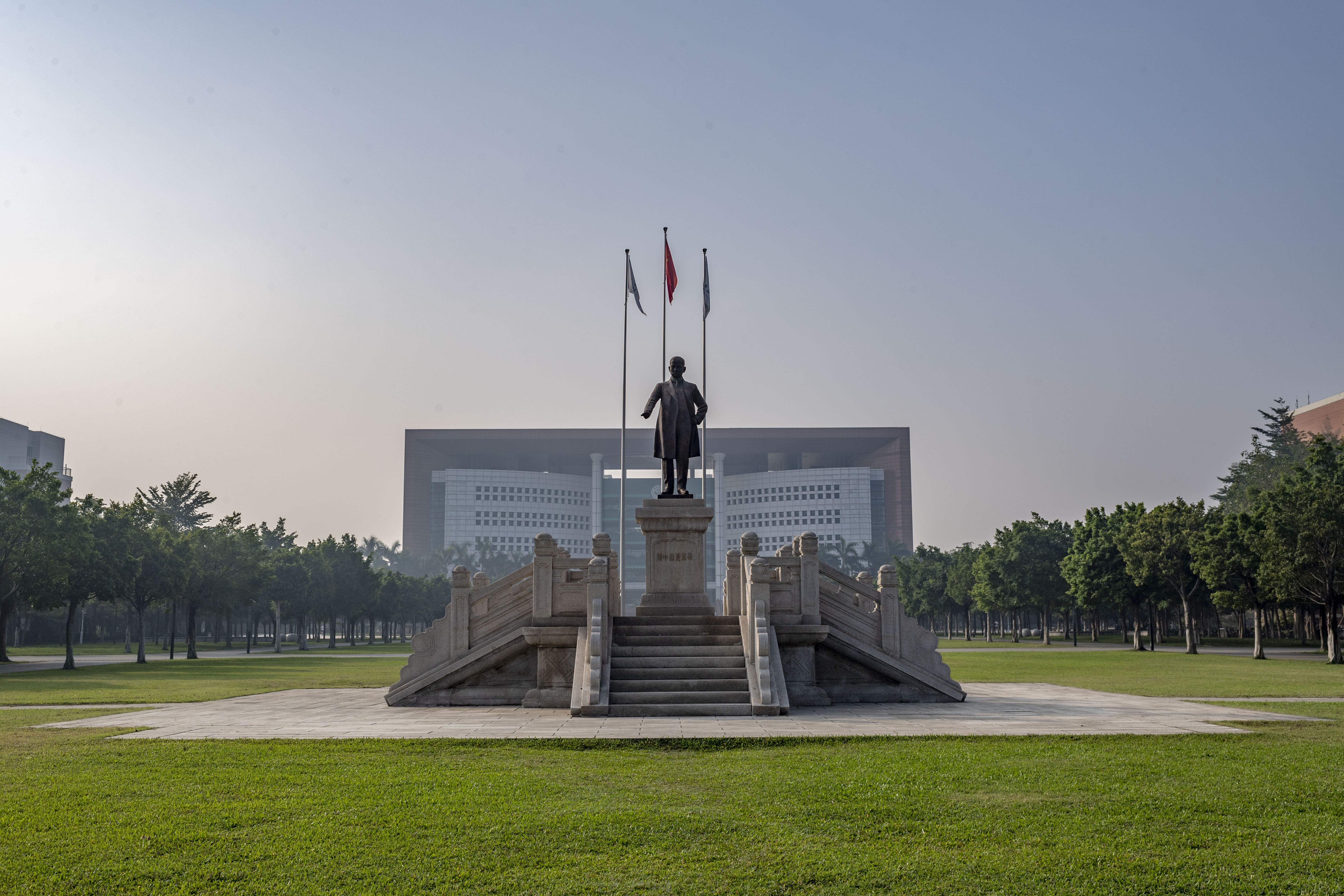
广州校区东校园图书馆前地

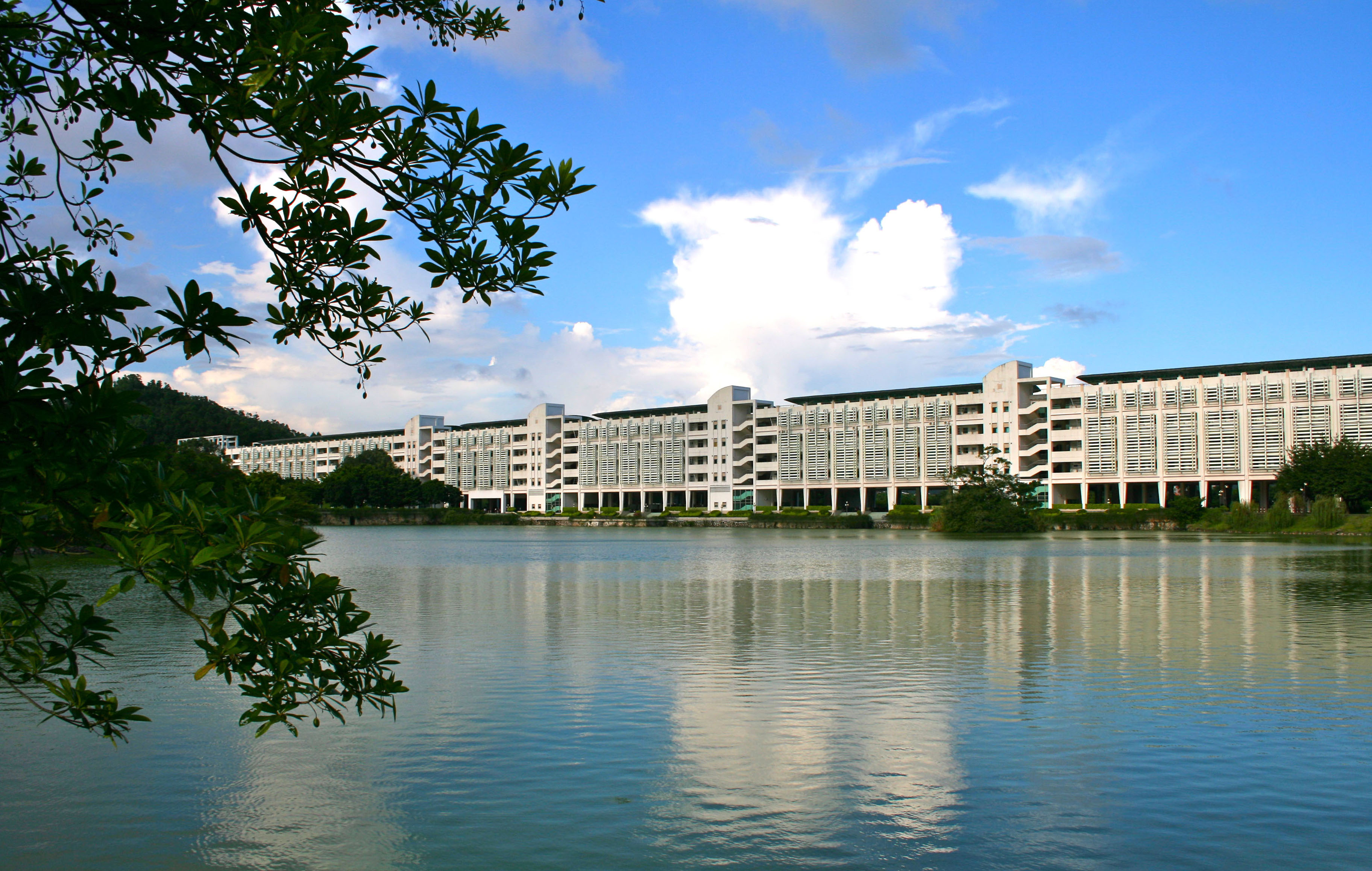
珠海校区的主教学楼

中山大学在历史上曾多次调整院系设置。自2022年底开始，中山大学实行“学校-学部-院系”三级学术治理体系。当前，全校共有个67学院（直属系、教学部等），分属于人文学部、社会科学学部、经济与管理学部、理学部、工学部、信息学部和医学部等7个学部，并分设于5个校区（园）。

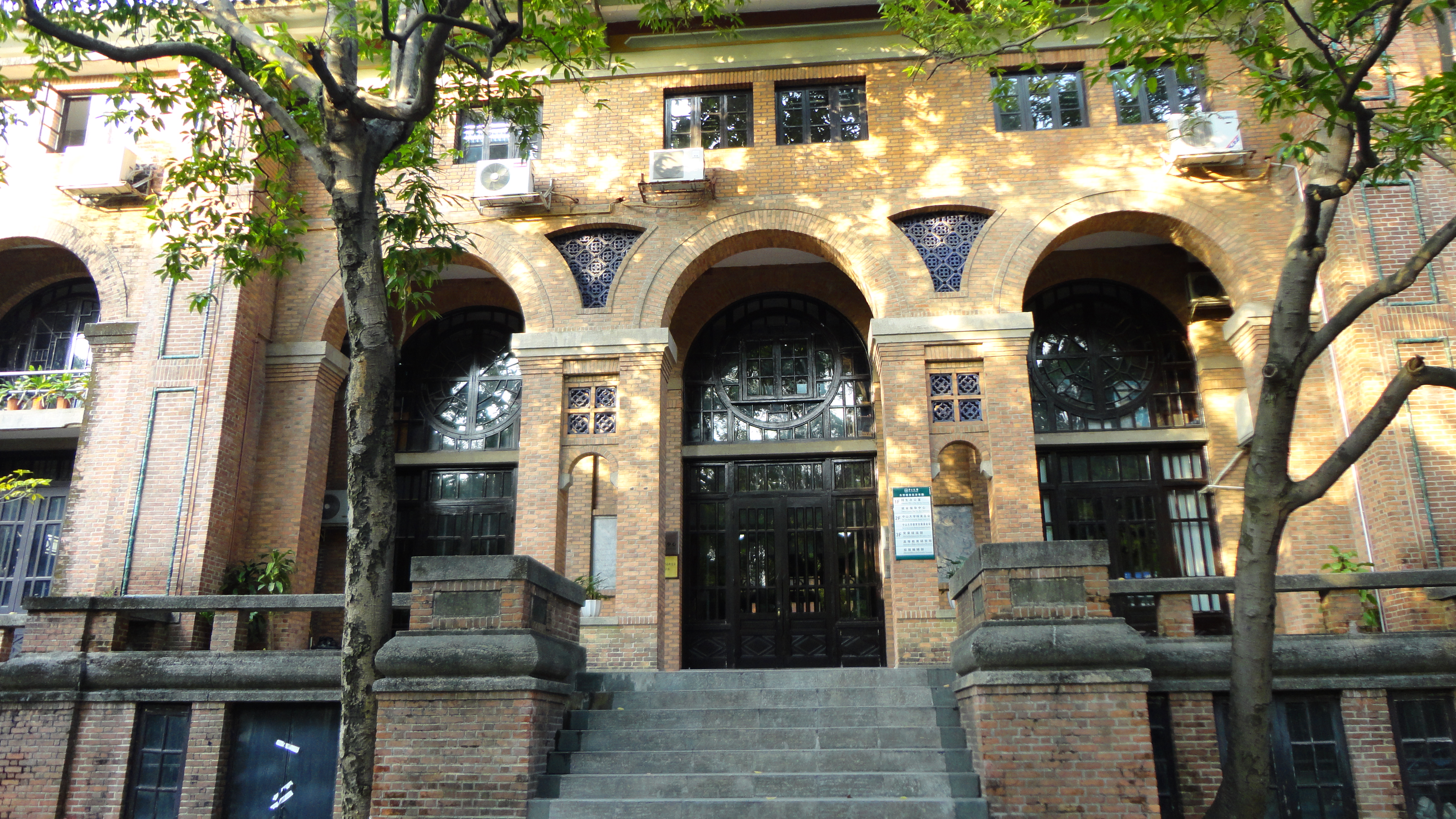
格兰堂

| 学院                   | 所属学部       | 所在校区（园） |
| ---------------------- | -------------- | -------------- |
| 中国语言文学系         | 人文学部       | 广州校区南校园 |
| 历史学系               | 人文学部       | 广州校区南校园 |
| 哲学系                 | 人文学部       | 广州校区南校园 |
| 外国语学院             | 人文学部       | 广州校区南校园 |
| 艺术学院               | 人文学部       | 广州校区南校园 |
| 博雅学院               | 人文学部       | 广州校区南校园 |
| 中国语言文学系（珠海） | 人文学部       | 珠海校区       |
| 历史学系（珠海）       | 人文学部       | 珠海校区       |
| 哲学系（珠海）         | 人文学部       | 珠海校区       |
| 国际翻译学院           | 人文学部       | 珠海校区       |
| 社会学与人类学学院     | 社会科学学部   | 广州校区南校园 |
| 政治与公共事务管理学院 | 社会科学学部   | 广州校区东校园 |
| 法学院                 | 社会科学学部   | 广州校区东校园 |
| 马克思主义学院         | 社会科学学部   | 广州校区南校园 |
| 心理学系               | 社会科学学部   | 广州校区东校园 |
| 新闻传播学院           | 社会科学学部   | 广州校区东校园 |
| 信息管理学院           | 社会科学学部   | 广州校区东校园 |
| 国际关系学院           | 社会科学学部   | 珠海校区       |
| 体育部                 | 社会科学学部   | 广州校区南校园 |
| 岭南学院               | 经济与管理学部 | 广州校区南校园 |
| 管理学院               | 经济与管理学部 | 广州校区东校园 |
| 旅游学院               | 经济与管理学部 | 珠海校区       |
| 国际金融学院           | 经济与管理学部 | 珠海校区       |
| 商学院                 | 经济与管理学部 | 深圳校区       |
| 数学学院               | 理学部         | 广州校区南校园 |
| 物理学院               | 理学部         | 广州校区南校园 |
| 化学学院               | 理学部         | 广州校区东校园 |
| 生命科学学院           | 理学部         | 广州校区南校园 |
| 地理科学与规划学院     | 理学部         | 广州校区东校园 |
| 数学学院（珠海）       | 理学部         | 珠海校区       |
| 物理与天文学院         | 理学部         | 珠海校区       |
| 理学院                 | 理学部         | 深圳校区       |
| 地球科学与工程学院     | 理学部         | 珠海校区       |
| 大气科学学院           | 理学部         | 珠海校区       |
| 海洋科学学院           | 理学部         | 珠海校区       |
| 生态学院               | 理学部         | 深圳校区       |
| 农学院                 | 理学部         | 深圳校区       |
| 化学工程与技术学院     | 工学部         | 珠海校区       |
| 材料科学与工程学院     | 工学部         | 广州校区东校园 |
| 环境科学与工程学院     | 工学部         | 广州校区东校园 |
| 系统科学与工程学院     | 工学部         | 广州校区东校园 |
| 中法核工程与技术学院   | 工学部         | 珠海校区       |
| 土木工程学院           | 工学部         | 珠海校区       |
| 测绘科学与技术学院     | 工学部         | 珠海校区       |
| 海洋工程与技术学院     | 工学部         | 珠海校区       |
| 航空航天学院           | 工学部         | 深圳校区       |
| 材料学院               | 工学部         | 深圳校区       |
| 智能工程学院           | 工学部         | 深圳校区       |
| 生物医学工程学院       | 工学部         | 深圳校区       |
| 先进能源学院           | 工学部         | 深圳校区       |
| 先进制造学院           | 工学部         | 深圳校区       |
| 计算机学院             | 信息学部       | 广州校区东校园 |
| 电子与信息工程学院     | 信息学部       | 广州校区东校园 |
| 微电子科学与技术学院   | 信息学部       | 珠海校区       |
| 人工智能学院           | 信息学部       | 珠海校区       |
| 软件工程学院           | 信息学部       | 珠海校区       |
| 电子与通信工程学院     | 信息学部       | 深圳校区       |
| 集成电路学院           | 信息学部       | 深圳校区       |
| 网络空间安全学院       | 信息学部       | 深圳校区       |
| 中山医学院             | 医学部         | 广州校区北校园 |
| 公共卫生学院           | 医学部         | 广州校区北校园 |
| 药学院                 | 医学部         | 广州校区东校园 |
| 护理学院               | 医学部         | 广州校区北校园 |
| 光华口腔医学院         | 医学部         | 广州校区北校园 |
| 医学院                 | 医学部         | 深圳校区       |
| 公共卫生学院（深圳）   | 医学部         | 深圳校区       |
| 药学院（深圳）         | 医学部         | 深圳校区       |

### 附属医院

#### 直属附属医院
目前，中山大学共有10个直属附属医院（不含分院）和9个非直属附属医院。其中，直属附属医院均为中山大学医学部组成部分。
| 附属医院                                        | 创办日期 | 等级     | 院本部位置 | 院本部位置   | 其他院区/分院                                                                                             | 分院区位置    | 分院区位置                                          |
| ----------------------------------------------- | -------- | -------- | ---------- | ------------ | --- | ------------- | --------------------------------------------------- |
| 中山大学附属第一医院                            | 1910年   | 三级甲等 | 广东省     | 广州市越秀区 | 中山大学附属第一医院东山院区 中山大学附属第一医院黄埔院区 中山大学附属第一医院南沙院区 惠州市中大惠亚医院 | 广东省        | 广州市越秀区 广州市黄埔区 广州市南沙区 惠州市惠阳区 |
| 中山大学孙逸仙纪念医院 （中山大学附属第二医院） | 1835年   | 三级甲等 | 广东省     | 广州市越秀区 | 中山大学孙逸仙纪念医院南院区 中山大学孙逸仙纪念医院深汕中心医院 中山大学孙逸仙纪念医院花都院区            | 广东省        | 广州市海珠区 汕尾市城区 广州市花都区                |
| 中山大学附属第三医院                            | 1971年   | 三级甲等 | 广东省     | 广州市天河区 | 中山大学附属第三医院岭南医院 中山大学附属第三医院粤东医院 中山大学附属第三医院肇庆医院                    | 广东省        | 广州市黄埔区 梅州市梅县区 肇庆市鼎湖区              |
| 中山大学附属第五医院                            | 1992年   | 三级甲等 | 广东省     | 珠海市香洲区 | | 广东省        |                                                     |
| 中山大学附属第六医院 （广东省胃肠肛门医院）     | 1964年   | 三级甲等 | 广东省     | 广州市天河区 | 中山大学附属第六医院北院区 中山大学附属第六医院珠吉院区 中山大学附属第六医院知识城院区                    | 广东省        | 广州市天河区 广州市黄埔区                           |
| 中山大学附属第七医院                            | 2018年   | 三级甲等 | 广东省     | 深圳市光明区 | | 广东省        |                                                     |
| 中山大学附属第八医院                            |          | 三级甲等 | 广东省     | 深圳市福田区 | | 广东省        |                                                     |
| 中山大学中山眼科中心 （中山大学附属眼科医院）   | 1965年   | 三级甲等 | 广东省     | 广州市越秀区 | 中山大学中山眼科中心珠江新城院区 中山大学中山眼科中心海南眼科医院                                         | 广东省 海南省 | 广州市天河区 海口市秀英区                           |
| 中山大学肿瘤防治中心 （中山大学附属肿瘤医院）   | 1964年   | 三级甲等 | 广东省     | 广州市越秀区 | 中山大学肿瘤防治中心知识城院区                                                                            | 广东省        | 广州市黄埔区                                        |
| 中山大学附属口腔医院                            | 1974年   | 三级甲等 | 广东省     | 广州市越秀区 | 中山大学附属口腔医院天河院区 中山大学附属口腔医院南沙院区                                                 | 广东省        | 广州市天河区 广州市南沙区                           |

## 精神与传统

### 校訓
1924年11月11日，國立廣東大學成立典禮時孫中山親筆題寫了十字校訓：博學，審問，慎思，明辨，篤行。校訓原文出自《礼记·中庸》第二十章：“博学之，审问之，慎思之，明辨之，笃行之。”此校训一直为中山大学及國立中山大學所沿用。

### 校歌

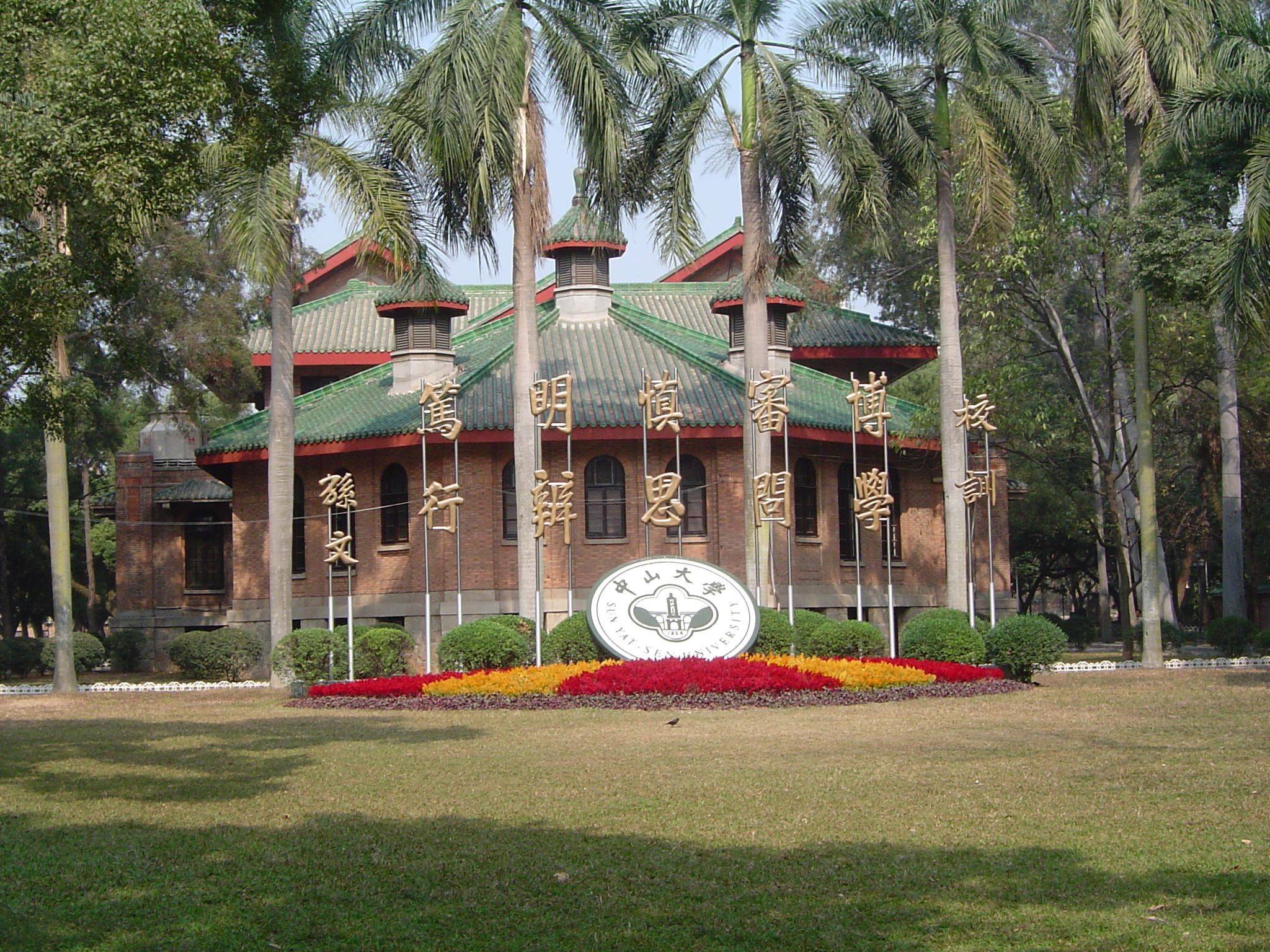
怀士堂南面的校训

国立中山大学校歌创作于建校初期，由陈洪作曲，首任校长邹鲁作词。中华人民共和国成立后，该校歌曾被长期弃用，直至80年代末期，中山大学重新采用原国立中山大学校歌，但将原歌词“国父手创”改爲“中山手创”，将“三民主义 仪行四方 民国基础 大同梯航”四句改爲“博学审问 慎思不惘 明辨笃行 为国栋梁”，将最后两句“懿欤勉旃 勿堕勿忘”改爲“振兴中华 永志勿忘”。现行版本中山大学校歌歌词为：
|  | 白云山高 珠江水长 吾校矗立 蔚为国光 中山手創 遺澤餘芳 博学审问 慎思不惘 明辨笃行 为国栋梁 莘莘学子 济济一堂 学以致用 不息自强 发扬光大 贯彻主张 振兴中华 永志勿忘 |

在台复校的国立中山大学沿用大陆时期原校歌，但因已经不在广州，故将原词首两句改为“中华文化 源远流长”。

### 校友之歌
中国词曲作家、中山大学中国语言文学系1978级本科校友陈小奇于1999年为母校75周年校庆创作了《山高水长》，因乐曲优美、歌词温馨，表达出校友对母校的感激和怀念，一经发布就在海内外中大校友中引起强烈共鸣，被广为传唱和公认为中山大学的第二校歌。2009年，中山大学校友总会正式确认《山高水长》为中山大学校友之歌。

### 文校中大，武校黄埔
1924年，“中华民国陆海军大元帅大本营陆海军大元帅”孙中山为应国民革命之需要，因而在广州手创「文校」国立广东大学（1926年更名为国立中山大学）、「武校」黄埔军校（正式名称为中国国民党陆军军官学校），分别培育国家建设、国民革命专门之政治和军事人才，对中华民国历史具有深远影响。
两岸分治后，中华民国政府于1980年在台湾高雄市西子湾重新开办了国立中山大学，以视其在台复校。
|          | 创校               | 复校             |
| -------- | ------------------ | ---------------- |
| 中山大学 | 1924年，广州文明路 | 1980年，高雄鼓山 |
| 黄埔军校 | 1924年，广州黄埔   | 1950年，高雄凤山 |

### 中山大学模式
由于多所以中山大学为名的学校皆為列寧式黨國所創，在建校时均以为國家革命和建設培养專門人才为目标，对学生进行基於社會主義特徵的黨化教育（partification of education），美国华裔历史学家叶文心将这种模式概括为“中山大学模式”。
国立中山大学在成立之初有较为明显的“中山大学模式”。由于中大为孙中山为革命所创，多数早期中大学生皆加入中国国民党，服膺三民主义党纲，为广东革命政府服务。孙中山本人对此特点也予以首肯。国民政府在统一全国后，遂模仿法國大學區制度，在全国多地設立中央级或地方级的”中山大学“，希望以此强化国民政府和中国国民党训政的合法性。
|                | 创建   | 首任校长    | 教育背景                                                   |
| -------------- | ------ | ----------- | ---------------------------------------------------------- |
| 广州中山大学   | 1924年 | 邹鲁        | 仿苏联模式创建而成，培育国民革命的政工干部与国家建设人才。 |
| 莫斯科中山大学 | 1925年 | 卡尔·拉狄克 | 苏联共产党的党团组织，培育国共两党、中苏两国的布尔什维克。 |
| 高雄中山大学   | 1980年 | 李焕        | 始于智库学者，培育中華民國的国家建设人才。                 |

不过，随着中华人民共和国的建立，政治化的高等教育成为各高校的共同特征，“中山大学模式”也因此不再为中山大学独有。特别地，进入21世纪之后，中山大学思想言论和学术讨论空间逐渐宽松，校园自治活跃，中大师生也成为多场平权运动和市民社会运动的领导者和参与者。中山大学的这一特点，也其被戏称为“离北京太远，离香港太近的自由”。不过，中山大学的该状况也被中国共产党察觉。2017年中共中央第三巡视组专项巡视中山大学，其反馈意见称中山大学“政治站位不够高，贯彻党的教育方针不全面，办学方向有偏差，意识形态领域问题较多”。

## 师生概况

### 历任校长
邹鲁、顾孟余、陈公博、褚民谊、经亨颐、戴季陶、朱家骅、许崇清、张云、金曾澄、王星拱、陈可忠、李凡夫、刘渠、崔金锡、李嘉人、杨毅、黄焕秋、李岳生、曾汉民、王珣章、黄达人、许宁生、罗俊、高松等人曾先后担任或代理中山大学校长一职或其他类似职务。
冯乃超、梁未闻、龙潜、李嘉人、崔金锡、杨毅、黄焕秋、张幼峰、黄水生、许学强、李延保、郑德涛、陈春声等人在1949年之后曾先后担任中山大学党委书记一职或其他类似职务。

### 历史名师
陈寅恪、朱家骅、史禄国、金应熙、冯友兰、傅斯年、鲁迅、郭沫若、赵元任、顾颉刚、阎宗临、李达、周谷城、俞平伯、李金发、张江树、岑仲勉、姜立夫、王亚南、马采、容庚、陈序经、商承祚、王季思、茅盾、王力、詹安泰、钟敬文、黄现璠、朱谦之、丁颖、蒲蛰龙、高齐云、袁伟时、朱熹平、艾晓明等蜚声海内外的专家学者都曾在中山大学任教。柯麟、梁伯强、谢志光、陈心陶、陈耀真、秦光煜、林树模、周寿恺、钟世藩、毛文书、陈国祯等医学专家曾在中山医科大学任教。